# Cayenne
Pour les articles homonymes, voir Cayenne (homonymie).
Cayenne (/ka.jɛn/) est une commune française, chef-lieu de la collectivité territoriale unique française de Guyane. Il s'agit de la ville francophone la plus peuplée d'Amérique du Sud.

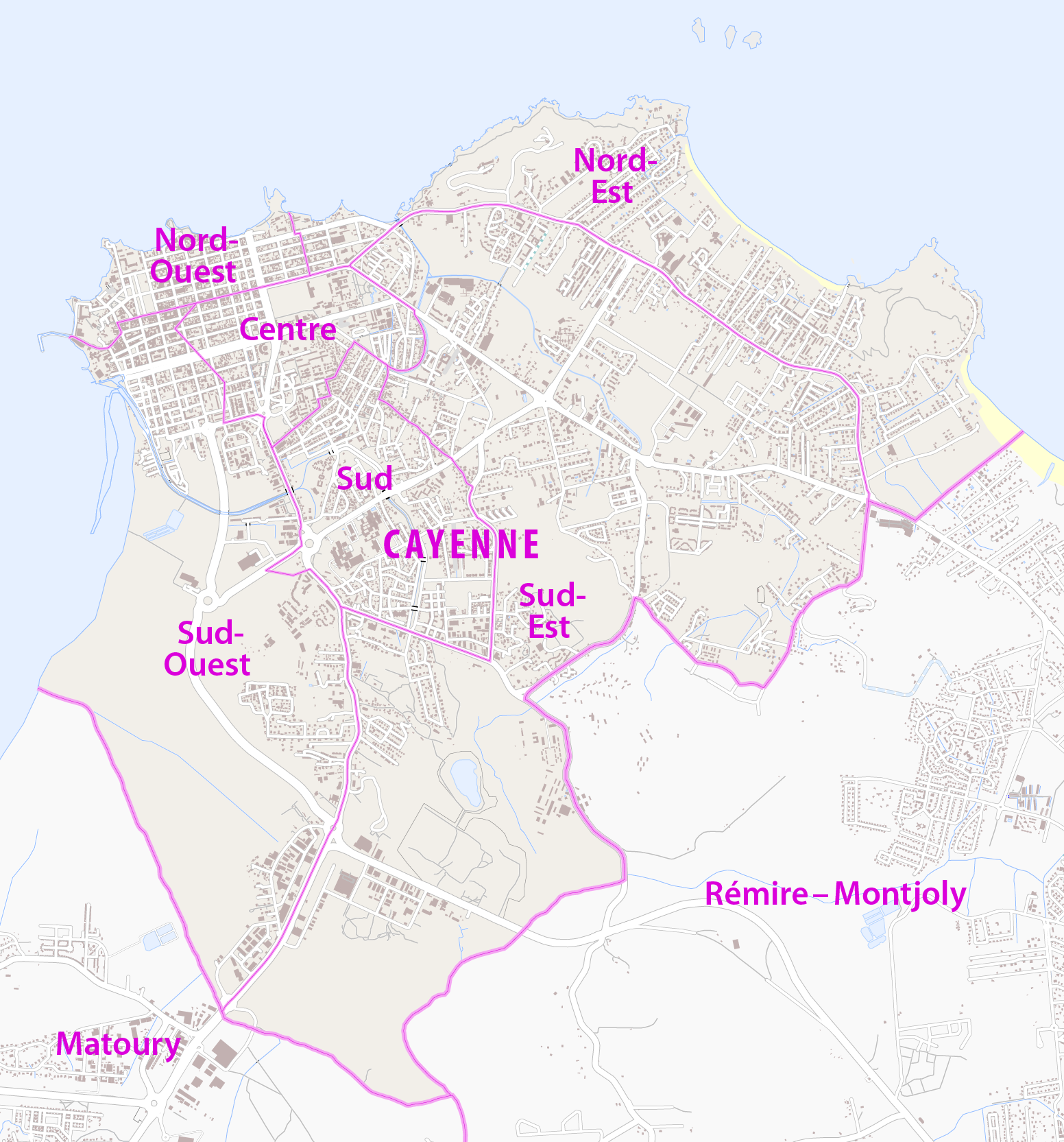

La ville de Cayenne est la plus peuplée de la collectivité territoriale, avec une population de 63 956 habitants au 1er janvier 2022. Sa superficie est de 23,60 km2, ce qui fait d'elle la commune la plus petite du département. Ses habitants sont appelés les Cayennais. L'urbanisation s'étend maintenant largement au-delà des limites de la commune proprement dite, et l'aire d'attraction de Cayenne regroupe 152 190 habitants en 2022, soit la moitié de la population de la Guyane. La population de son aire d'attraction dépasse désormais celle d'aires d'attraction de la France hexagonale comme Laval ou Beauvais et avoisine celles de Calais ou Narbonne.
La devise de la ville (inscrite sur ses armes) est Fert aurum industria, qui signifie « Le travail procure la richesse » (traduction littérale : « Le labeur produit l'or »).

## Géographie

### Localisation
Cayenne est une ville du littoral atlantique guyanais. Située aux bords de l'estuaire commun à la rivière de Cayenne et à la rivière Montsinéry, la ville occupe une partie de l'île de Cayenne, espace entouré d'eau, regroupant les communes de Cayenne, Matoury et Remire-Montjoly.
Cayenne est située à 268 km de Saint-Laurent-du-Maroni, 64 km de Kourou et 189 km de Saint-Georges (Guyane) à l'Est.
Distances avec quelques villes :
- Paris, la capitale nationale, à 7 100 km ;
- Pointe-à-Pitre, sous-préfecture de la Guadeloupe,  à 1 610 km ;
- Fort-de-France, chef-lieu de la Martinique, à 1 500 km ;
- Saint-Denis (La Réunion), chef-lieu de La Réunion,  à 12 048 km ;
- Paramaribo, capitale du Suriname, à 342 km au nord-ouest ;
- Macapá, capitale de l'État fédéral d'Amapá (Brésil), à 777 km au sud-est.

Communes limitrophes
Les communes limitrophes sont Macouria, Matoury et Remire-Montjoly.
Les îles du Salut (proches de Kourou) et les îlets de Rémire font partie de la commune.

### Climat
Le climat de Cayenne est de type équatorial humide d'après la classification de Köppen car tous les mois ont une température moyenne supérieure à 18 °C et les précipitations du mois le plus sec sont supérieures à 60 mm (septembre avec 73,5 mm). Sa position proche de l'équateur, ainsi que sa façade océanique lui confèrent une bonne stabilité climatique. On observe une grande régularité des vents et des températures au cours de l'année. Les seules variations sont celles des précipitations, c'est ce qui rythme les saisons à Cayenne. Le cycle des précipitations est lié aux mouvements saisonniers de la zone de convergence intertropicale.
Les saisons
- Petite saison des pluies, de la mi-novembre à fin février.
- Petit été de mars.
- Grande saison des pluies, de fin mars à fin juin.
- Saison sèche, de juillet à novembre, le mois d'octobre étant le plus chaud.

Les températures
La température annuelle moyenne est de 26 °C, avec un minimum de 22 °C le matin et un maximum de 32 °C l'après-midi. En raison de sa position proche de l'équateur, et au bord de l'océan, la ville jouit d'une température stable tout au long de l'année. Les températures les plus élevées sont observées durant la saison sèche avec un pic en octobre.
La pluviométrie
La pluviométrie moyenne est de 3 000 mm d'eau. Les plus fortes précipitations sont observées pendant la grande saison des pluies. Les pluies sont en général fortes et de courte durée, elles ont lieu souvent la nuit en saison sèche et à n'importe quel moment durant les saisons des pluies.
L'ensoleillement
Malgré les fortes précipitations, l'ensoleillement est important, il atteint 6,027 heures par jour (soit 2 200 h/an).
| Ville             | Ensoleillement | Pluie       |
| ----------------- | -------------- | ----------- |
| Paris             | 1 797 h/an     | 642 mm/an   |
| Nice              | 2 694 h/an     | 767 mm/an   |
| Cayenne           | 2 200 h/an     | 3 674 mm/an |
| Moyenne nationale | 1 973 h/an     | 770 mm/an   |

Les vents
La ville est soumise au régime des Alizés, les vents sont faibles à modérés et ne dépassent pas 80 km/h en rafale. Les ouragans sur les côtes guyanaises sont impossibles.[source insuffisante]
| Mois                                             | jan.          | fév.          | mars          | avril       | mai           | juin          | jui.          | août         | sep.         | oct.         | nov.          | déc.          | année      |
| ------------------------------------------------ | ------------- | ------------- | ------------- | ----------- | ------------- | ------------- | ------------- | ------------ | ------------ | ------------ | ------------- | ------------- | ---------- |
| Température minimale moyenne (°C)                | 23,3          | 23,4          | 23,5          | 23,7        | 23,5          | 22,9          | 22,4          | 22,4         | 22,2         | 22,3         | 22,5          | 23,1          | 22,9       |
| Température moyenne (°C)                         | 26,2          | 26,3          | 26,6          | 26,8        | 26,7          | 26,6          | 26,6          | 27           | 27,2         | 27,3         | 27            | 26,6          | 26,7       |
| Température maximale moyenne (°C)                | 29,1          | 29,2          | 29,6          | 29,9        | 29,9          | 30,2          | 30,8          | 31,6         | 32,1         | 32,2         | 31,5          | 30,1          | 30,5       |
| Record de froid (°C) date du record              | 17,4 23.1964  | 18,9 11.1976  | 18,5 09.1978  | 19 11.1965  | 18,8 30.1968  | 18,9 26.1954  | 19 01.1949    | 19 12.1948   | 18,7 06.1967 | 18,6 11.1976 | 17,2 09.1958  | 18,8 23.1953  | 17,2 1958  |
| Record de chaleur (°C) date du record            | 32,5 01.2005  | 32,3 12.1998  | 32,2 14.2010  | 33 21.2010  | 33,2 26.1986  | 33,9 29.2021  | 34,5 20.1948  | 35 19.1948   | 35,2 11.2017 | 35,1 21.1999 | 34,6 01.1951  | 34,1 03.2004  | 35,2 2017  |
| Ensoleillement (h)                               | 95,1          | 92,4          | 120           | 123,5       | 122,4         | 150,4         | 200,5         | 234,4        | 253,4        | 256,4        | 211,5         | 143,3         | 2 003      |
| Précipitations (mm)                              | 451,2         | 309,4         | 334,3         | 448,4       | 579,4         | 411,4         | 245,7         | 143,6        | 55,7         | 63,3         | 133,4         | 340,5         | 3 516,3    |
| Record de pluie en 24 h (mm) date du record      | 170,6 31.1968 | 181,8 27.1957 | 202,8 20.1970 | 190 14.2000 | 164,1 08.1955 | 165,6 30.1975 | 134,6 09.1960 | 91,8 02.1988 | 97 07.2001   | 58,5 29.2011 | 109,4 22.1994 | 138,1 24.2016 | 202,8 1970 |
| dont nombre de jours avec précipitations ≥ 1 mm  | 23,6          | 20            | 20,7          | 22,2        | 26,4          | 25,2          | 20,6          | 14,2         | 7,1          | 7,6          | 11,9          | 21,6          | 221,1      |
| dont nombre de jours avec précipitations ≥ 10 mm | 11,7          | 8,7           | 8,3           | 11,6        | 15,7          | 13,2          | 8,3           | 4,8          | 1,7          | 2            | 4,3           | 9,9           | 100,2      |

| Diagramme climatique                                  |               |               |               |               |               |               |               |              |              |               |               |
| J                                                     | F             | M             | A             | M             | J             | J             | A             | S            | O            | N             | D             |
| 29,123,3451,2                                         | 29,223,4309,4 | 29,623,5334,3 | 29,923,7448,4 | 29,923,5579,4 | 30,222,9411,4 | 30,822,4245,7 | 31,622,4143,6 | 32,122,255,7 | 32,222,363,3 | 31,522,5133,4 | 30,123,1340,5 |
| Moyennes : • Temp. maxi et mini °C • Précipitation mm |               |               |               |               |               |               |               |              |              |               |               |

### Site
Les plages

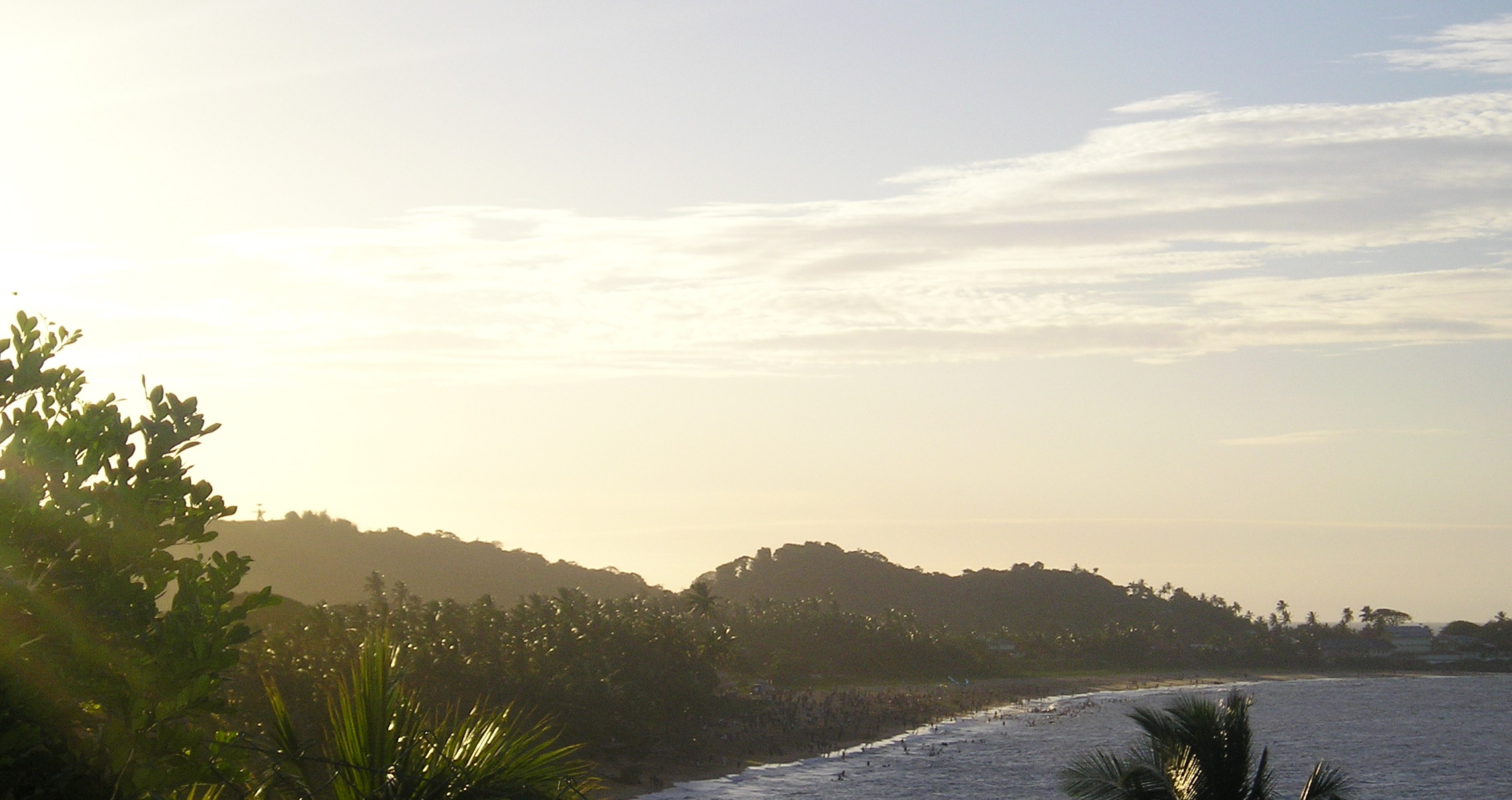
La plage de Montabo.

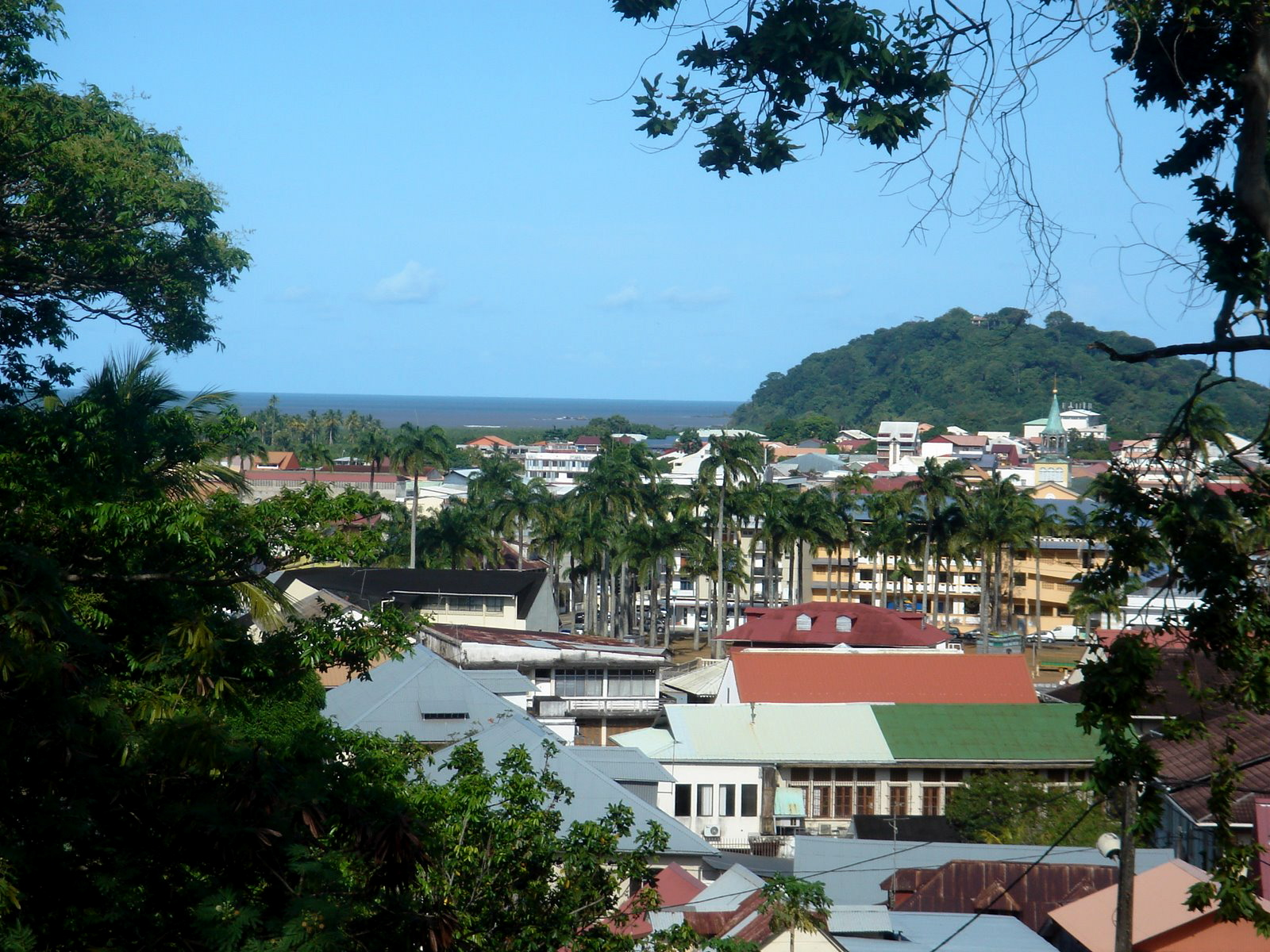
Vue du centre-ville depuis le Fort Cépérou, avec le Montabo en arrière-plan.

Depuis quelques années, les plages de Cayenne connaissaient un phénomène cyclique d'envasement. Ce phénomène était provoqué par le déplacement des bancs de vase dans la direction des courants côtiers (d'est en ouest), caractéristique du littoral guyanais. Une forêt de palétuviers se développait depuis lors, c'est la mangrove. Depuis fin 2013, le phénomène s'inverse, la vase disparaît, laissant apparaître à nouveau le sable sous-jacent.
Les Pointes
On trouve également des pointes le long du rivage, formée par l'érosion, où des roches peuvent affleurer. Elles constituent des sites d'observation remarquables. Les pointes sont les suivantes :
- la pointe des Amandiers, avec sa place aménagée ;
- la pointe Buzaré[9], avec ses cocotiers ;
- la pointe Saint-Joseph.

Les monts
De nombreux monts dominent la ville. Le fort Cépérou a été construit sur le mont du même nom qui domine le centre-ville. Le mont Bourda se situe sur la côte dans les quartiers est de la ville, il est très urbanisé. Cependant, un massif forestier d'une trentaine d'hectares est préservé.
La colline de Montabo se situe non loin du centre-ville. La zone est occupée en partie par l'Institut de recherche pour le développement, la direction régionale de Office national des forêts et un site de localisation radar du Centre spatial guyanais. Un hôtel fut également construit à son sommet.
Les monts Baduel et Lucas sont situés plus à l'intérieur des terres, dans des zones fortement urbanisées.
Les cours d'eau
Plusieurs cours d'eau entourent Cayenne :
- la rivière de Cayenne ;
- le fleuve Mahury ;
- la rivière de Montsinéry ;
- la rivière du Tour de l'île.

### Quartiers de Cayenne

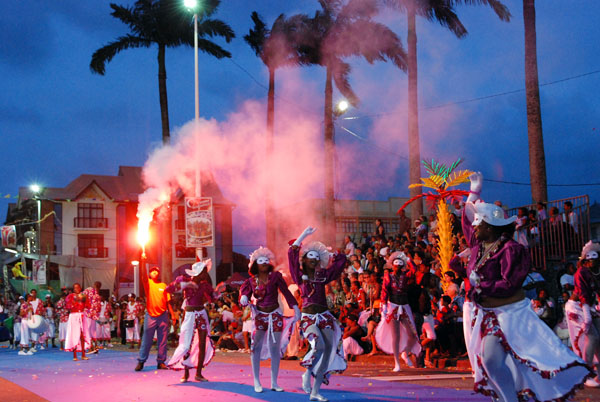
Place des Palmistes durant le carnaval guyanais.

Les quartiers suivants composent Cayenne :
- le centre-ville : composé des quartiers De Gaulle, Buzaret, Amandier, Palmistes ;
- le centre-ville quartier sud : Village chinois, Ronjon, Palétuviers, Malouins, Rénovation Urbaine, Zone d'activité Galmot ;
- les faubourgs du nord : Mirza (la première cité de Cayenne), Médan, les Floralies, N'Zila, Faubourg l'Abri, Lafaurie, Césaire, Thémire, Anatole, Brutus, Mango, Jacarandas, Eau lisette ;
- les faubourgs du sud : Bonhomme, Pascaline, Cabassou, Raban, Nova parc, Zone d'activité Calimbé, Uranus ;
- les quartiers sud-ouest : Ploermel, Mont Baduel, Troubiran, cité Mont Lucas I, II et III, Petit Lucas, Hameau des Encens, Stanislas, Suzini, Saint Martin ;
- périphériques nord : Cité Pasteur, Cité Chatenay, Cité Horth, Cité Grant, Cité Coulée d’Or, Cité les Pépites, Cité Zéphir, Vallée de Bourda ;
- périphériques sud : A pou nou, la Roseraie, les Lys, Cité Mortin.

## Urbanisme

### Typologie
Cayenne est une commune urbaine, car elle fait partie des communes denses ou de densité intermédiaire, au sens de la grille communale de densité de l'Insee,,,. Elle appartient à l'unité urbaine de Cayenne, une agglomération intra-départementale regroupant 3 communes et 126 544 habitants en 2022, dont elle est la ville-centre,.
Par ailleurs la commune fait partie de l'aire d'attraction de Cayenne, dont elle est la commune-centre. Cette aire, qui regroupe 6 communes, est catégorisée dans les aires de 50 000 à moins de 200 000 habitants,.
La commune, bordée par l'océan Atlantique au nord, est également une commune littorale au sens de la loi du 3 janvier 1986, dite loi littoral. Des dispositions spécifiques d’urbanisme s’y appliquent dès lors afin de préserver les espaces naturels, les sites, les paysages et l’équilibre écologique du littoral, comme le principe d'inconstructibilité, en dehors des espaces urbanisés, sur la bande littorale des 100 mètres, ou plus si le plan local d’urbanisme le prévoit,.

### Logement
En 2020, le nombre total de logements dans la commune était de 29 621, alors qu'il était de 23 130 en 2014 et de 20 517 en 2009.
Parmi ces logements, 85,2 % étaient des résidences principales, 2,9 % des résidences secondaires et 11,9 % des logements vacants. Ces logements étaient pour 30,8 % d'entre eux des maisons individuelles et pour 62,1 % des appartements.
Le tableau ci-dessous présente la typologie des logements à Cayenne en 2020 en comparaison avec celles de la Guyane et de la France entière. Une caractéristique marquante du parc de logements est ainsi une proportion de résidences secondaires et logements occasionnels (2,9 %) comparable à celle du département (3,1 %) et inférieure à celle de la France entière (9,7 %).
| Typologie                                               | Cayenne | Guyane | France entière |
| ------------------------------------------------------- | ------- | ------ | -------------- |
| Résidences principales (en %)                           | 85,2    | 86,9   | 82,1           |
| Résidences secondaires et logements occasionnels (en %) | 2,9     | 3,1    | 9,7            |
| Logements vacants (en %)                                | 11,9    | 10     | 8,2            |

## Toponymie
L’origine réelle  du nom de la ville doit  se chercher dans les termes de marine du XVIIe siècle : la caïenne était un réchaud sur lequel se faisait la cuisine pendant les voyages en bateau. Lors des escales, elle était descendue à terre. Dans l’argot des marins, caïenne a bientôt signifié un lieu où l’on pouvait se reposer des rigueurs de la mer. Par extension, les dépôts de vivre dans les ports se sont appelés caïennes, puis cayennes. Comme Cayenne, qui porte ce nom, Brest et Rochefort ont eu leurs cayennes.

## Histoire

### Période pré-coloniale

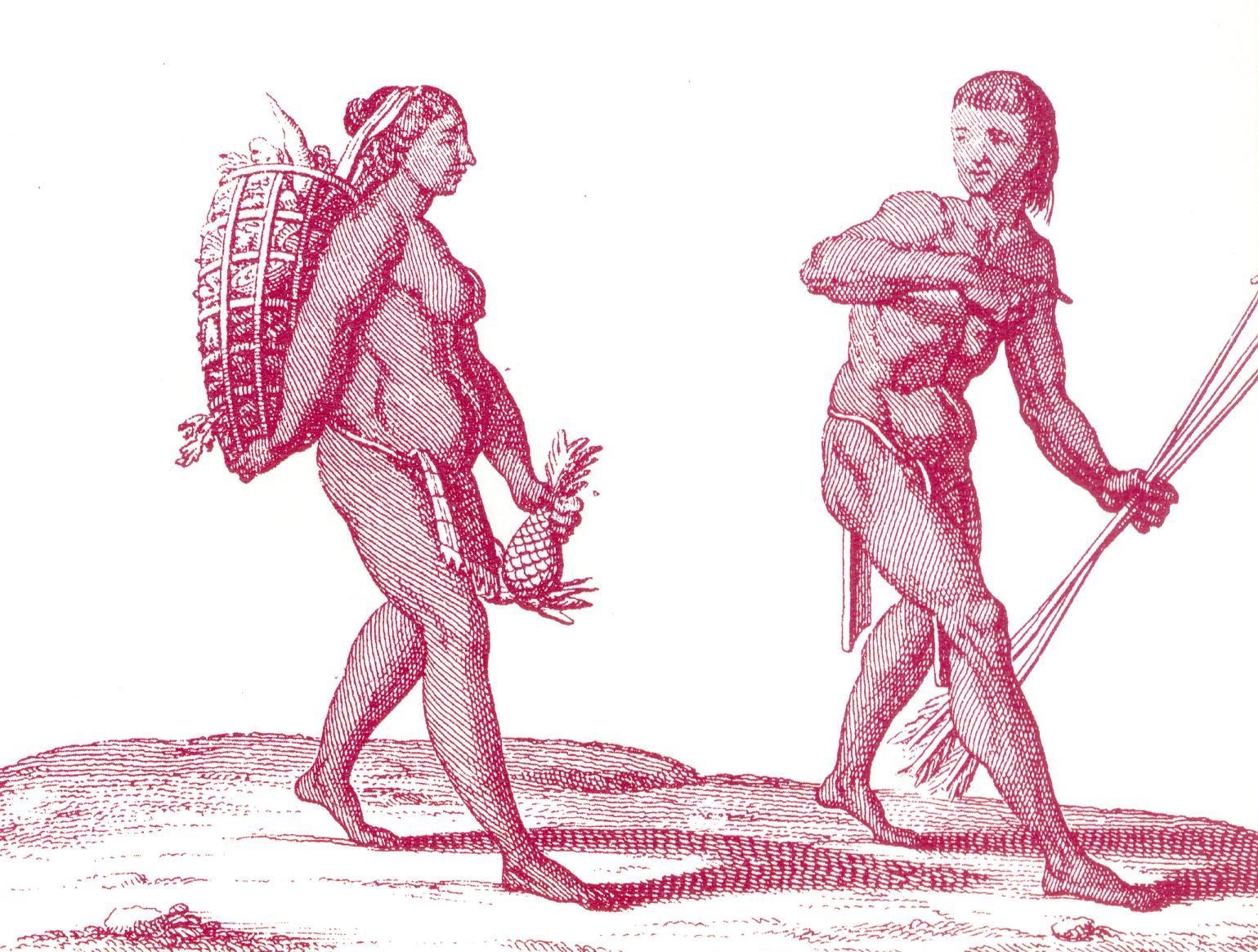
Gravure d’un couple kali'na.

Les premières traces connues de présence humaine (poteries et gravures rupestres, ainsi que des polissoirs) remontent au VIe millénaire av. J.‑C.⁣ Elles sont présentes entre l'Oyapock et le Maroni, les frontières actuelles du territoire. Les descendants actuels de ces peuples autochtones seraient les Émerillons et les Wayampis, qui parlent des langues tupi-guarani. Ces peuples auraient commencé le processus de création des terres fertiles de Terra Preta, qui quelques millénaires après permettront l'établissement de populations aux densités plus élevées, que les sols naturels ne permettent pas.
À la fin du IIIe siècle, venus de l’ouest et du sud, les Arawaks et Palikurs, probablement originaires d’Amazonie, arrivent sur le littoral et chassent les premiers habitants. Ils parlent des langues de la famille linguistique arawak. À la fin du VIIIe siècle, une population caraïbe, les Kali'na (ou Galibis) et Wayanas occupent à leur tour les littoraux et l'est de l'actuelle Guyane, ils parlent le caribe.
Le 5 août 1498, au cours de son troisième voyage, Christophe Colomb longe pour la première fois les côtes de la Guyane.

### Période coloniale
C'est l'une des nombreuses colonies de la Côte Sauvage (Amérique du Sud), entre le delta de l'Orénoque et celui de l'Amazone, occupée aujourd'hui par la Guyane française, le Suriname et la Guyana.

#### Premières tentatives de colonisation difficiles
Lorsque la colonisation commence, l'actuel site de la ville était habité de longue date par le peuple amérindien des Galibi. La première tentative est française avec le voyage de Nicolas Guimestre en 1539, puis suivent l'Anglais Robert Baker en 1562 et Gaspard de Sotelle de 1568 à 1573. Il installe 120 familles espagnoles dans l'Île de Cayenne. Des reconnaissances géographiques précises des côtes sont effectuées par des Anglais et des Hollandais entre 1596 et 1598.

#### Vers une implantation définitive
Une expédition ordonnée par Henri IV et menée par La Ravardière s'installe sur l'île de Cayenne en 1604. Mais elle est détruite quelques années plus tard par les Portugais qui entendent faire respecter le traité de Tordesillas.
L'histoire de la ville de Cayenne commence le 27 novembre 1643, avec la Compagnie de Rouen menée par Charles Poncet de Brétigny (lieutenant-général du roi Louis XIII). Avec 300 hommes, il accoste dans l'anse d'Armire (aujourd'hui Rémire-Montjoly). Après deux jours de marche, il arrive sur une petite butte de la plaine littorale marécageuse, où vit une tribu d'Amérindiens Galibi. Il en fait l'acquisition auprès de leur chef, Cépérou et il y bâtit le fort Cépérou. Mais les rapports humains avec les Amérindiens sont mauvais et une révolte des Amérindiens éclate, qui va provoquer l'extermination de la colonie et la mort de Charles Poncet de Brétigny.
Le 29 septembre 1652, les seigneurs de la Compagnie de France équinoxiale tentent de s'installer, ils débarquent avec 800 hommes à la pointe du Mahury. Ils y trouvent les survivants de la compagnie de Rouen. C'est à cette période que les premiers esclaves noirs sont introduits en Guyane. En octobre 1652, Duplessis, capitaine de navire, surprend un navire ayant à bord « quatorze nègres » enlevés à « Pernambouc ». La fondation de Rémire correspond ainsi au début de la traite des esclaves en Guyane.
En 1654, les Hollandais chassés de Pernambouc occupent la région, ils introduisent la canne à sucre.[réf. nécessaire]
En 1664 sous l'impulsion de Jean-Baptiste Colbert, une puissante flotte débarque et tente d'implanter une colonie, mais les Anglais, commandés par le contre-amiral Sir John Harman (en) attaquent en 1667 et prennent possession de Cayenne sans pour autant s'y installer. En 1674 les Français reprennent Cayenne.
Puis deux ans plus tard, le 5 mai 1676, 11 navires de guerre hollandais sous le commandement de l'amiral Binckes reprennent Cayenne, 400 soldats débarquent et tentent de démanteler les défenses du fort Cépérou.
Mais Louis XIV, dont la souveraineté sur la Guyane est souvent contestée, ne peut tolérer une telle humiliation. Il charge le vice-amiral du Ponant, le comte Jean II d'Estrées de reprendre Cayenne.
Le 21 décembre 1676, lors d'une bataille restée célèbre, Cayenne redevient française.

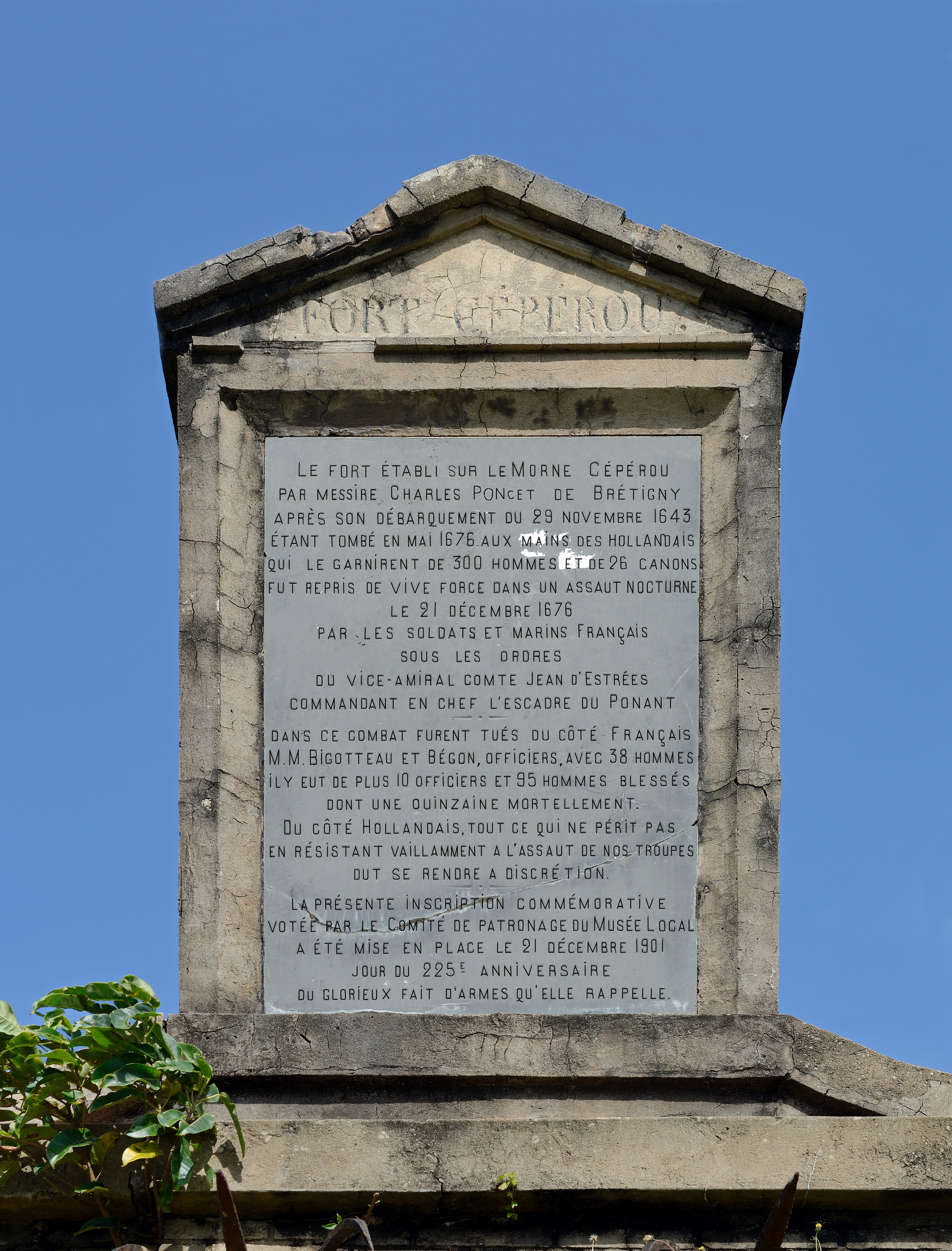
Stèle de 1901 élevée au Fort Cépérou pour célébrer la reprise de la place par les forces françaises en 1676.

Une période prospère s'installe sur la colonie. Les jésuites s'installent en Guyane en créant des plantations de cacao, de café, de coton et de manioc. Cette mise sous tutelle française sera contestée quelquefois, notamment pendant les Guerres napoléoniennes durant lesquelles l'Île de Cayenne est occupée par les Portugais du Brésil.

### L'esclavage

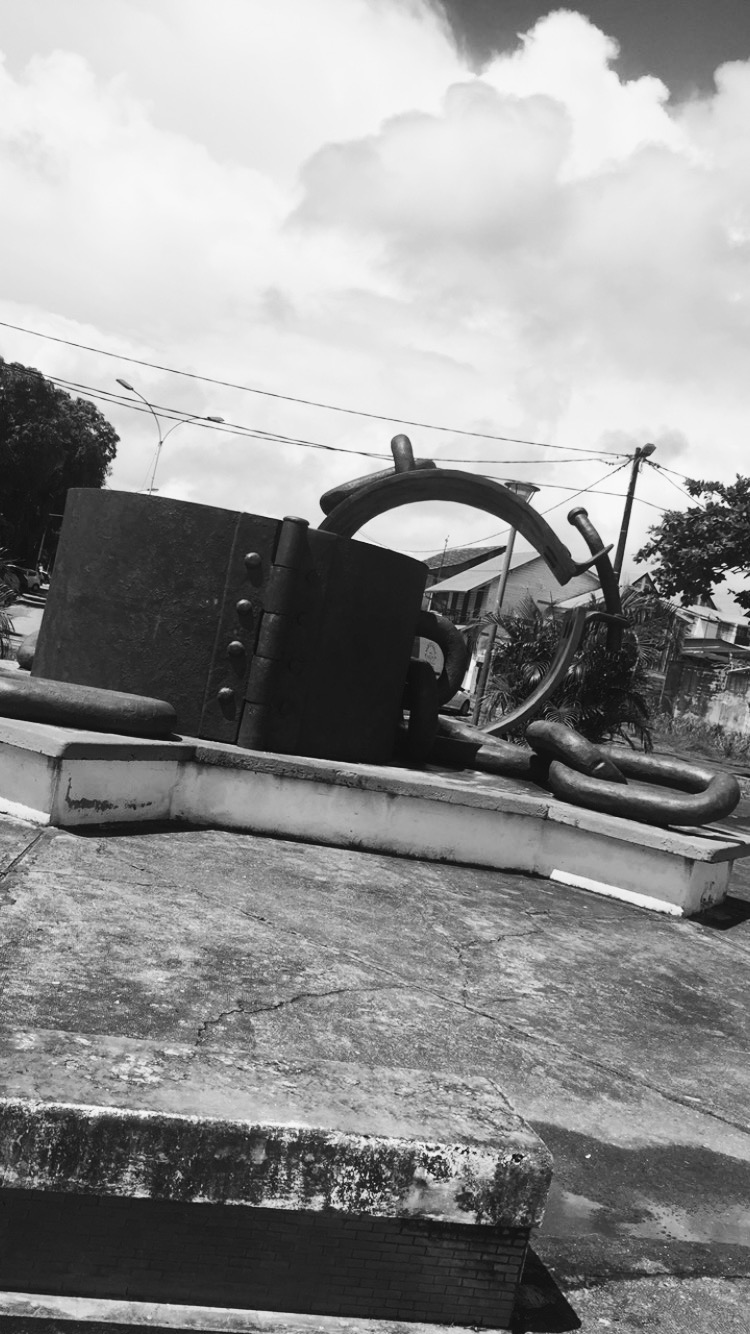
Le monument des Chaines brisées, construit à Cayenne, célèbre l'abolition de l'esclavage en Guyane.

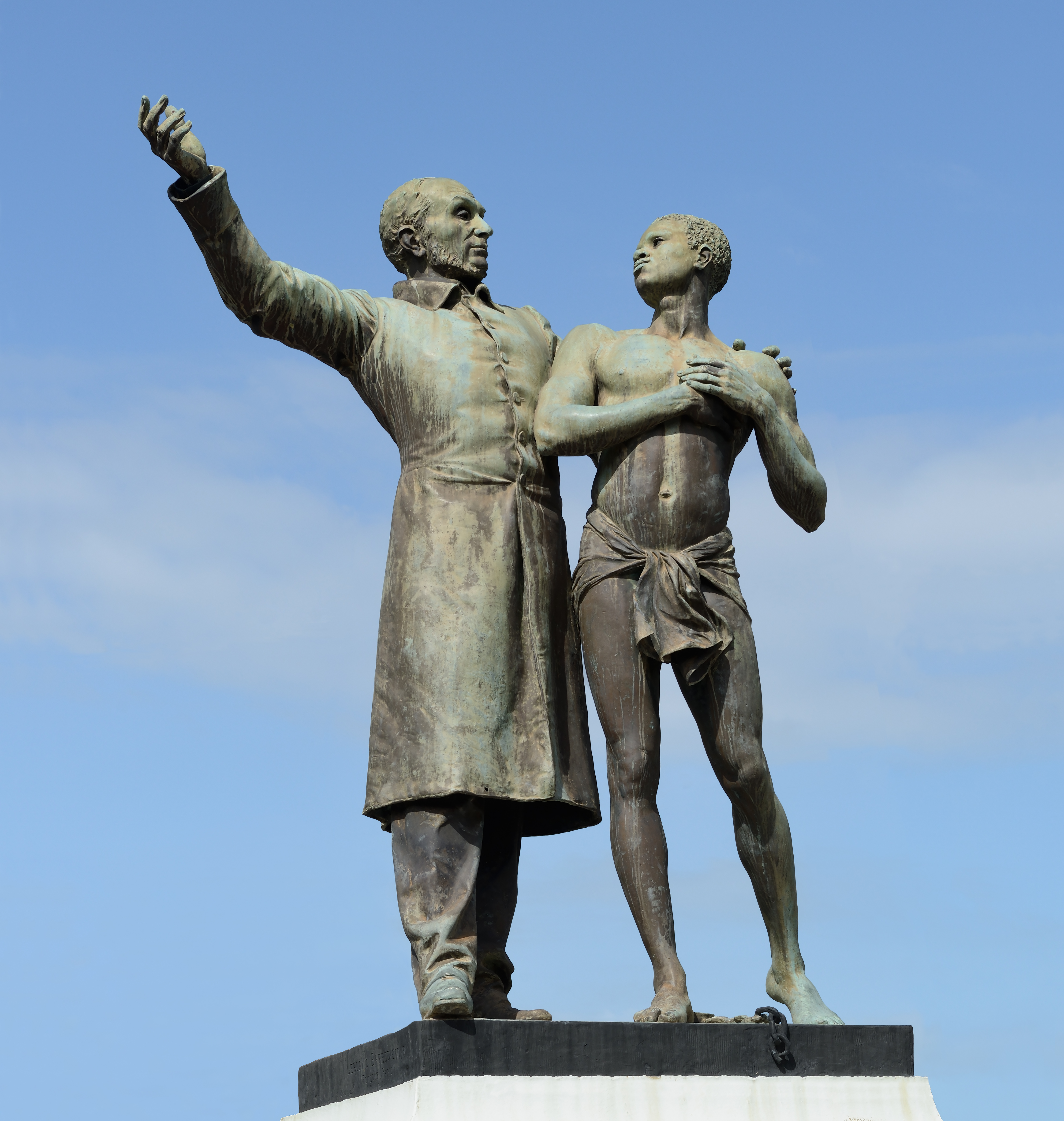
Victor Schœlcher, rédacteur du décret d'abolition de l'esclavage du 27 avril 1848, sur une statue lui rendant hommage à Cayenne, sculptée par Barrias en 1896.

[réf. nécessaire]

### Le bagne
À la suite du décret d'abolition de l'esclavage du 27 avril 1848, les plantations ferment et l'économie guyanaise s'effondre. Pour y remédier, Napoléon III met en place le bagne en Guyane. Cayenne accueillera l'un de ces établissements pénitentiaires sur l'Anse du Chaton, non loin de la Pointe de Buzaré.
Entre 1777 et 1821, le canal Laussat est construit par la main-d'œuvre pénitentiaire, en vue d'assainir la ville.
En 1821, l'architecte Sirdey dessine le plan actuel de Cayenne, avec ses rues à angle droit orientées nord/sud, est/ouest. Cayenne devient une capitale coloniale moderne.
Une chanson anarchiste du début du XXe siècle portant le nom du bagne, Cayenne (très probablement né dans ses murs), fut souvent chantée dans les bagnes de Guyane française et perpétua leur réputation dans l'opinion populaire.

### Ruée vers l'or
En 1855, un site aurifère est découvert sur l'Approuague, et c'est rapidement la ruée vers l'or qui s'achèvera avec la Seconde Guerre mondiale.
Des milliers d'orpailleurs, pour la plupart clandestins, sont en activité dans la forêt guyanaise. Cette activité illicite est sanctionnée par la législation française, mais les contrôles ne sont pas facilités par la complexité du réseau fluvial de Guyane. Pour un kilogramme d'or, les orpailleurs utilisent deux à trois kilogrammes de mercure qui est rejeté dans l'environnement. Cette pollution constitue un réel problème écologique en Guyane comme dans une large partie de l'Amérique du Sud 

### Histoire contemporaine
Le 15 octobre 1879, la ville de Cayenne est officiellement créée. Le 11 août 1888, un gigantesque incendie détruit tout le « vieux Cayenne » de l'époque.
Le bagne est définitivement fermé en 1946, sous l'impulsion d'Albert Londres et Gaston Monnerville, la Guyane devient alors un département.
La création du Centre spatial guyanais en 1965 à Kourou change Cayenne, qui acquiert des infrastructures modernes, le port international de Dégrad-Des-Cannes et la modernisation de l'Aéroport international Félix-Éboué.

## Politique et administration

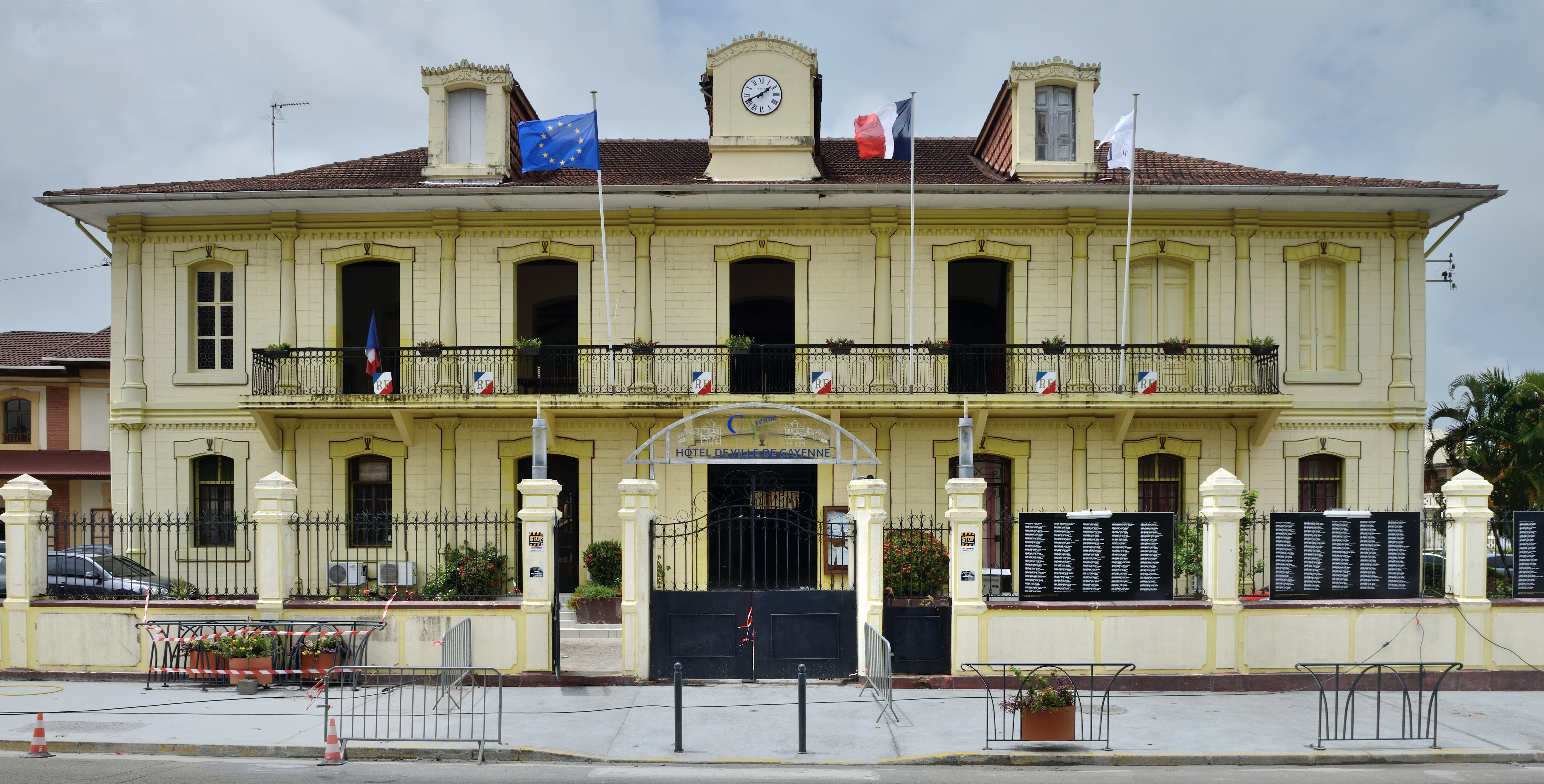
L'hôtel de ville de Cayenne.

### Tendances politiques et résultats
Politiquement, Cayenne est traditionnellement le fief du Parti socialiste guyanais jusqu'en 2008, les électeurs ayant voté pour ce parti pour les élections municipales depuis 1965. La liste conduite par Rodolphe Alexandre (Divers gauche) remporte les élections lors des élections municipales de 2008 au détriment du maire sortant Jean Claude Lafontaine (Parti socialiste guyanais). À la suite des élections régionales de 2010 qui ont vu la victoire de Rodolphe Alexandre à la tête de la liste de l'Union pour la majorité présidentielle, c'est Marie-Laure Phinéra-Horth qui le remplace en raison de la loi sur le cumul des mandats. Cette dernière redevient membre du PSG et est soutenue par le Parti socialiste et Walwari lors de sa réélection en mars 2014, dès le 1er tour.
À l'élection présidentielle de 2002, le premier tour voit une nette avance de Christiane Taubira avec 64,57 % des voix, suivie de Jacques Chirac avec 12,76 % et Lionel Jospin avec 10,79 %. Le second tour impose Jacques Chirac avec 90,13 % des suffrages exprimés.
Lors de l'élection présidentielle de 2007, le premier tour place en tête Nicolas Sarkozy avec 42,5 % des voix, suivi de Ségolène Royal avec 33,02 %. Ces résultats sont confirmés au second tour avec 54,53 % pour Nicolas Sarkozy.

### Administration municipale
Le conseil municipal est composé de 45 membres (19 femmes et 26 hommes), dont 1 maire et 13 adjoints. On y distingue quatre groupes politiques :
- 35 membres sans étiquettes ;
- 8 membres du Parti socialiste guyanais ;
- 1 membre de Walwari ;
- 1 membre de l'Union pour la majorité présidentielle[35].

### Liste des maires
| Période         | Période                     | Identité                  | Étiquette             | Qualité |
| --------------- | --------------------------- | ------------------------- | --------------------- | --- |
| mai 1945        | octobre 1947                | Constant Chlore           | PCF                   | |
| octobre 1947    | mai 1953                    | Auguste Boudinot          | Rad.soc.              | Chef d'entreprise Sénateur de la Guyane (1952 → 1959) Conseiller général du canton de l'Oyapock ( → ) Président du conseil général de la Guyane ( → )                           |
| mai 1953        | mars 1965                   | Roland Barrat             | UNR                   | Conseiller général du canton de Cayenne Nord-Ouest (1951 → 1964) Président du conseil général de la Guyane (1956 → 1958)                                                        |
| mars 1965       | 9 juin 1978 (décès)         | Léopold Héder             | PSG                   | Directeur des hôpitaux Député de la Guyane (1962 → 1967) Sénateur de la Guyane (1971 → 1978) Président du conseil général de la Guyane (1970 → 1973)                            |
| juillet 1978    | 18 juin 1995                | Gérard Holder             | PSG                   | Directeur d'école retraité Conseiller général du canton de Cayenne Sud-Ouest (1979 → 1998) Vice-président du conseil général de la Guyane                                       |
| 18 juin 1995    | 15 mars 2008                | Jean-Claude Lafontaine    | PSG                   | Médecin Conseiller régional de la Guyane (1983 → 2010) Vice-président du conseil régional de la Guyane (1992 → 1995)                                                            |
| 15 mars 2008    | 8 avril 2010 (démission)    | Rodolphe Alexandre        | DVG puis UMP          | Attaché territorial Conseiller régional de la Guyane (2010 → 2015) Président du conseil régional de la Guyane (2010 → 2015) Président de la CC du Centre Littoral (2001 → 2011) |
| 8 avril 2010    | 28 octobre 2020 (démission) | Marie-Laure Phinéra-Horth | DVG puis PSG puis NFG | Orthophoniste Sénatrice de la Guyane (2020 → ) Conseillère territoriale de la Guyane (2015 → ) Présidente de la CA du Centre Littoral (2014 → 2020)                             |
| 28 octobre 2020 | En cours                    | Sandra Trochimara         | NFG puis DVG          | Cadre supérieure, ancienne 1re adjointe 2de vice-présidente de la CA du Centre Littoral (2020 → )                                                                               |

### Division administrative
Cayenne a été divisée en six cantons, jusqu'à la mise en place de la collectivité territoriale unique en Guyane, le 1er janvier 2016.

### Sécurité
La commune de Cayenne relève de la compétence de la police nationale (DCSP). Le commissariat de police est situé en centre-ville.

### Fiscalité
Comme de nombreuses villes d'outre-mer Cayenne est soumise à une fiscalité élevée. Pour l'année 2010 :
- taxe d'habitation : 14,31 % ;
- taxe foncière bâti : 33,30 % ;
- taxe foncière non bâti : 65,79 % ;
- taxe professionnelle : 22,96 %.

### Jumelages
| Ville | Ville    | Pays | Pays   | Période     |
| ----- | -------- | ---- | ------ | ----------- |
|       | Salvador |      | Brésil | depuis 1986 |

## Équipements et services publics

### Enseignement

#### Écoles maternelles et élémentaires

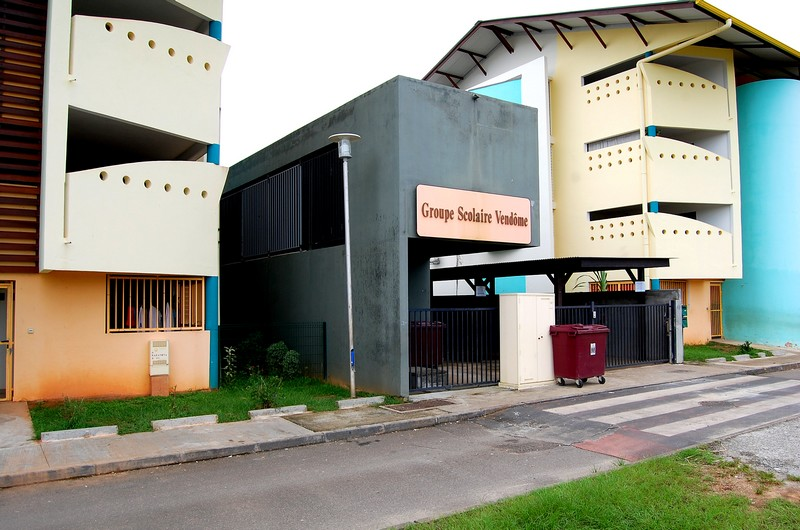
Le nouveau groupe scolaire Vendôme dans le quartier Novaparc.

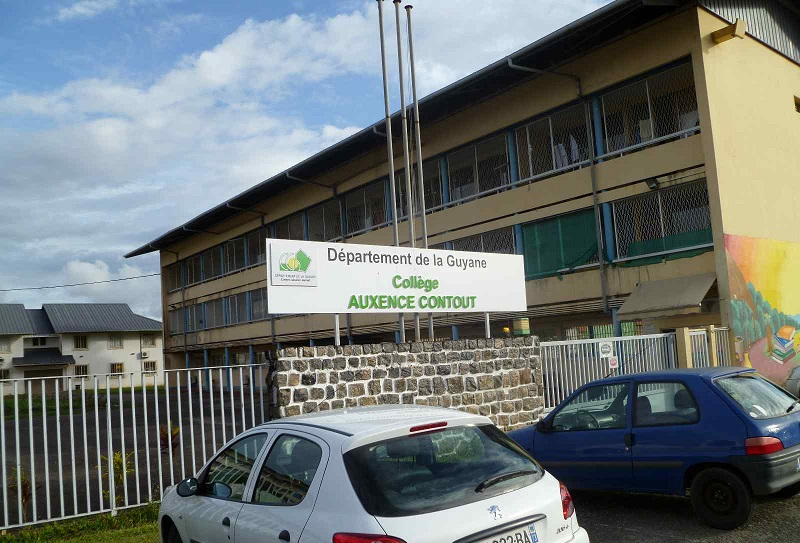
Entrée du collège Auxence-Contout.

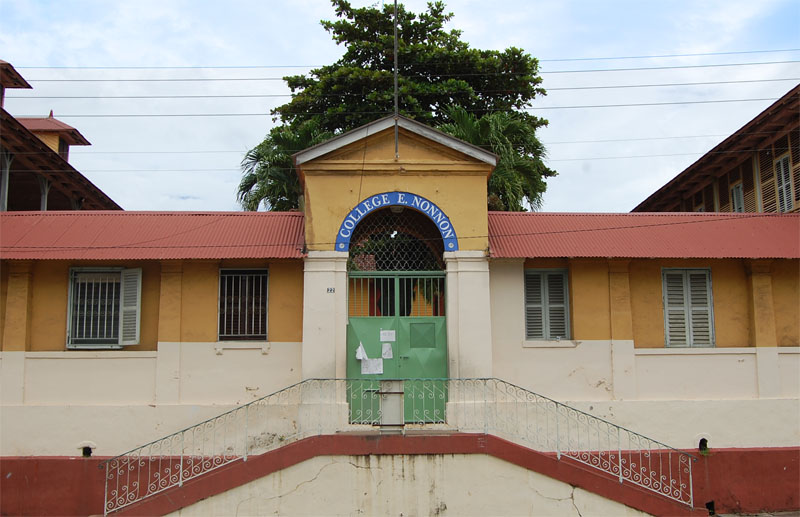
Entrée du collège Eugène Nonnon.

La démographie de la Guyane oblige, la ville compte seize écoles maternelles et dix-neuf écoles élémentaires. Certaines de ces écoles maternelles et élémentaires sont réunies au sein de groupes scolaires qui couvrent l'ensemble du territoire communal, tel que le nouveau groupe scolaire Vendôme.
La municipalité s'est engagée dans un vaste programme de réhabilitation et rénovation des écoles.

#### Collèges
La ville compte 5 051 collégiens en 2010, c'est le conseil général de la Guyane[réf. souhaitée] qui a la compétence de construction, d'équipement, et d'entretien des collèges publics.

##### Collèges publics
- collège Auxence-Contout ;
- collège Eugène-Nonnon ;
- collège Justin-Catayée ;
- collège Paul-Kapel ;
- collège Zéphir.

##### Collèges privés
- collège externat des Sœurs de Saint-Joseph de Cluny ;
- collège Anne-Marie-Javouhey.

#### Lycées
La ville compte 5 579 lycéens, répartis dans 5 lycées gérés par le conseil régional de la Guyane.

##### Lycées publics
- lycée général et technologique Félix-Éboué ;
- lycée polyvalent Melkior-Garré ;
- lycée professionnel Jean-Marie-Michotte.

##### Lycées privés
- lycée polyvalent Anne-Marie-Javouhey ;
- lycée général et technologique externat des Sœurs de Saint-Joseph-de-Cluny.

#### Le Pôle universitaire guyanais
Le Pôle universitaire guyanais est un Groupement d'intérêt public qui a pour but le développement de l'enseignement supérieur et de la recherche en Guyane. Les membres sont l'Université de Guyane et l'École supérieure du professorat et de l'éducation de Guyane.
Jusqu'en 2009, le campus Saint-Denis regroupait la majorité des composantes de l'Université Antilles-Guyane. Fruit du Contrat de projets État-région 2000-2006. Le projet a couté 75 millions d'euros pour la première tranche, et dépassera les 100 millions d'euros pour la deuxième tranche.

##### Les composantes
- IESG : Institut d'enseignement supérieur de la Guyane[54].

Enseignements académiques et professionnels dans les domaines suivants : science technologie santé (STS), lettres et sciences humaines (STH), sciences économiques et de gestion (SEG), humanités (H) et droit et sciences politiques (DSP).
- IUT : Institut universitaire de technologie : génie électrique et informatique industrielle, technique de commercialisation, réseaux et télécommunication.
- L'ESPE : École supérieure du professorat et de l'éducation de la Guyane.
- L'Unité de formation régionale des sciences médicales de la Guyane.

## Population et société

### Démographie

#### Évolution démographique
L'évolution du nombre d'habitants est connue à travers les recensements de la population effectués dans la commune depuis 1961, premier recensement postérieur à la départementalisation de 1946. À partir de 2006, les populations de référence des communes sont publiées annuellement par l'Insee. Le recensement repose désormais sur une collecte d'information annuelle, concernant successivement tous les territoires communaux au cours d'une période de cinq ans. Pour les communes de plus de 10 000 habitants les recensements ont lieu chaque année à la suite d'une enquête par sondage auprès d'un échantillon d'adresses représentant 8 % de leurs logements, contrairement aux autres communes qui ont un recensement réel tous les cinq ans,.

En 2022, la commune comptait 63 956 habitants, en évolution de +5,57 % par rapport à 2016 (Guyane : +7,07 %, France hors Mayotte : +2,11 %).
| 1961   | 1967   | 1974   | 1982   | 1990   | 1999   | 2006   | 2011   | 2016   |
| ------ | ------ | ------ | ------ | ------ | ------ | ------ | ------ | ------ |
| 18 615 | 24 518 | 30 461 | 38 091 | 41 067 | 50 594 | 58 004 | 57 229 | 60 580 |

| 2021   | 2022   | - | - | - | - | - | - | - |
| ------ | ------ | - | - | - | - | - | - | - |
| 63 468 | 63 956 | - | - | - | - | - | - | - |

Cayenne est la plus grande ville de Guyane et la 114e ville de France derrière Meaux en 1999 (sa population estimée en 2009 la classerait directement 92e derrière Cergy), Cayenne et sa communauté de communes (communauté de communes du Centre Littoral) regroupent plus de la moitié de la population totale du département. La croissance démographique de l'agglomération est importante, elle a été de 37,8 % entre 1990 et 1999.
En revanche, la population de Cayenne n'augmente pas autant que son agglomération. En effet, le manque de terrains et l'augmentation des loyers obligent les habitants à se loger dans les communes proches comme Matoury, Rémire-Montjoly et depuis peu Macouria. Cayenne est paradoxalement la commune ayant la plus faible superficie de la Guyane, avec 2 360 hectares.
L'aire d'attraction de Cayenne comptait 152 190 habitants en 63956.

#### Pyramide des âges
La population de la commune est relativement jeune. En 2020, le taux de personnes d'un âge inférieur à 30 ans s'élève à 51,5 %, soit un taux inférieur à la moyenne départementale (55,8 %). Le taux de personnes d'un âge supérieur à 60 ans (12,3 %) est supérieur au taux départemental (9 %).
En 2020, la commune comptait 30 300 hommes pour 35 656 femmes, soit un taux de 54,06 % de femmes, supérieur au taux départemental (51,26 %).
Les pyramides des âges de la commune et du département s'établissent comme suit :
| Hommes | Classe d’âge | Femmes |
| ------ | ------------ | ------ |
| 0,2    | 90 ou +      | 0,6    |
| 2,3    | 75-89 ans    | 3,2    |
| 9,3    | 60-74 ans    | 8,8    |
| 15,5   | 45-59 ans    | 15,9   |
| 19     | 30-44 ans    | 21,9   |
| 23,1   | 15-29 ans    | 24,2   |
| 30,6   | 0-14 ans     | 25,4   |

| Hommes | Classe d’âge | Femmes |
| ------ | ------------ | ------ |
| 0,1    | 90 ou +      | 0,2    |
| 1,7    | 75-89 ans    | 2,1    |
| 7,3    | 60-74 ans    | 7,2    |
| 15,4   | 45-59 ans    | 14,9   |
| 19,7   | 30-44 ans    | 21,1   |
| 22,7   | 15-29 ans    | 23,5   |
| 33,1   | 0-14 ans     | 31,1   |

#### Criminalité
La ville est un véritable melting-pot de communautés diverses et variées : créoles, amérindiens, bushinengues, chinois, européens (originaire de France métropolitaine ou autre pays d'Europe), etc. Selon L'Express, Cayenne compterait un tiers de clandestins[réf. souhaitée], ce qui fait qu'il y aurait une grande différence entre population recensée et population réelle. Ces derniers, originaires pour la plupart du Brésil, du Suriname et d'Haïti, sont surtout concentrés sur le pourtour sud-ouest de la ville. Cette pression migratoire ainsi que l'explosion démographique (taux de fécondité de 3,44 enfants par femme) font de Cayenne une ville fortement atteinte par la pauvreté et la criminalité : chômage, squats, prostitution, toxicomanie et trafic de drogue, vols, règlements de compte. Les jeunes de moins de 25 ans sont très touchés par ces fléaux ; ils constituent 50 % de la population de Cayenne et la moitié d'entre eux sortent de l'école sans aucun diplôme.[réf. nécessaire]
Le procureur de la République Ivan Auriel affirme que 500 dossiers criminels sont enregistrés chaque année au tribunal de Cayenne. Ainsi, la BAC de Cayenne serait intervenue pas moins de 1 148 fois dans la ville pour des affaires de criminalité plus ou moins graves durant l'année 2012. Les chiffres surclassent ceux de villes de la France métropolitaine réputées dangereuses comme Marseille par exemple. Toutefois, près de la moitié des personnes mises en cause sont de nationalité étrangère, donc non-française et non-guyanaise.

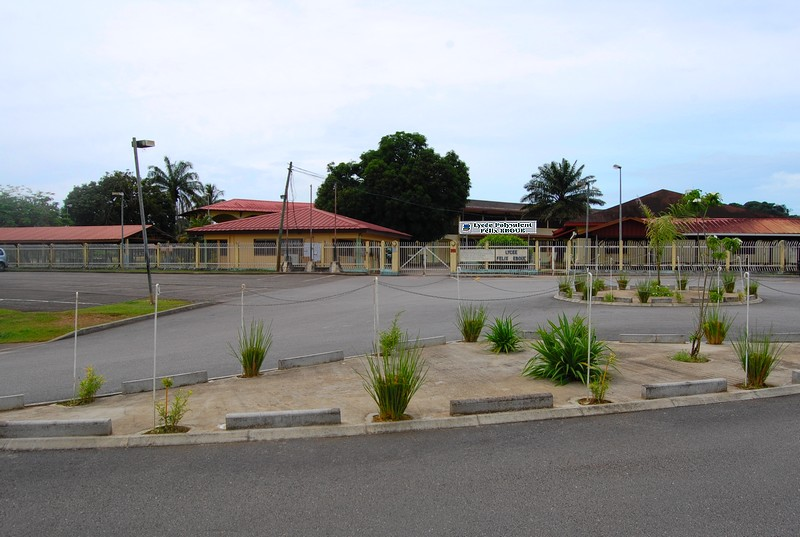
Le lycée Félix-Éboué.

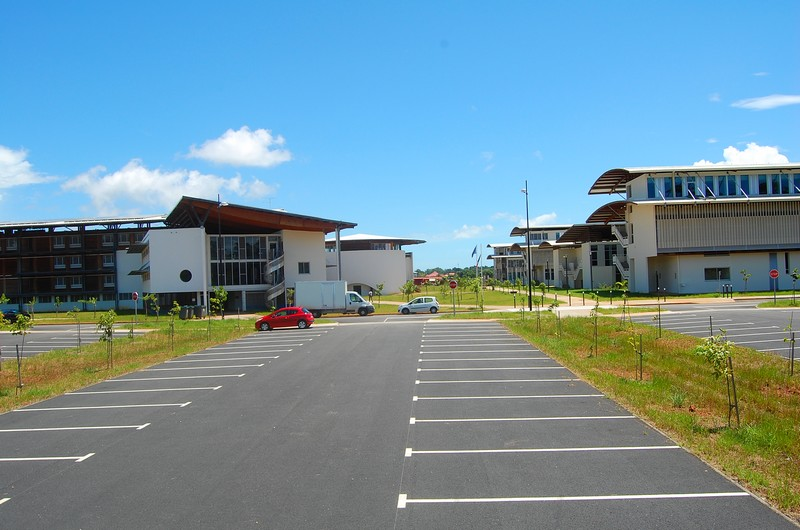
Le Pôle Universitaire Guyanais à Trou Biran en 2010.

### Manifestations culturelles et festivités

#### Carnaval de Cayenne

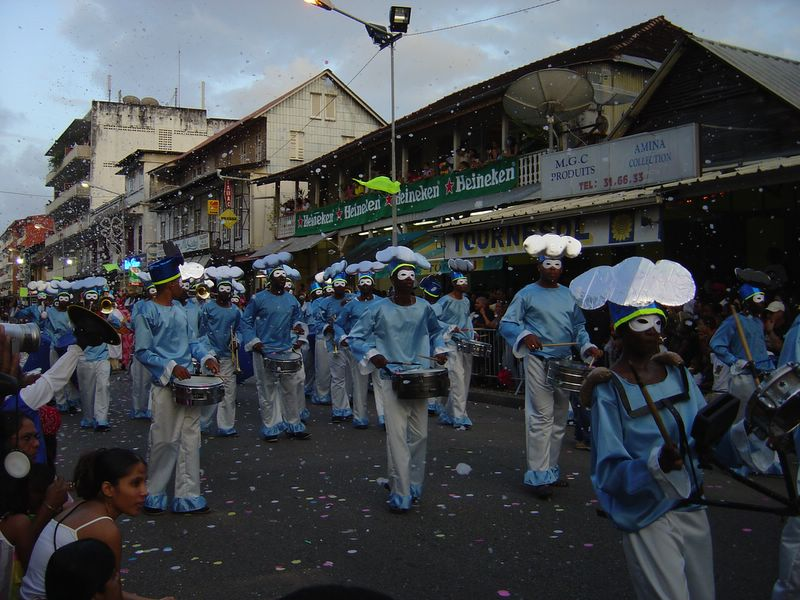
Défilé du Carnaval dans les rues de Cayenne en 2006.

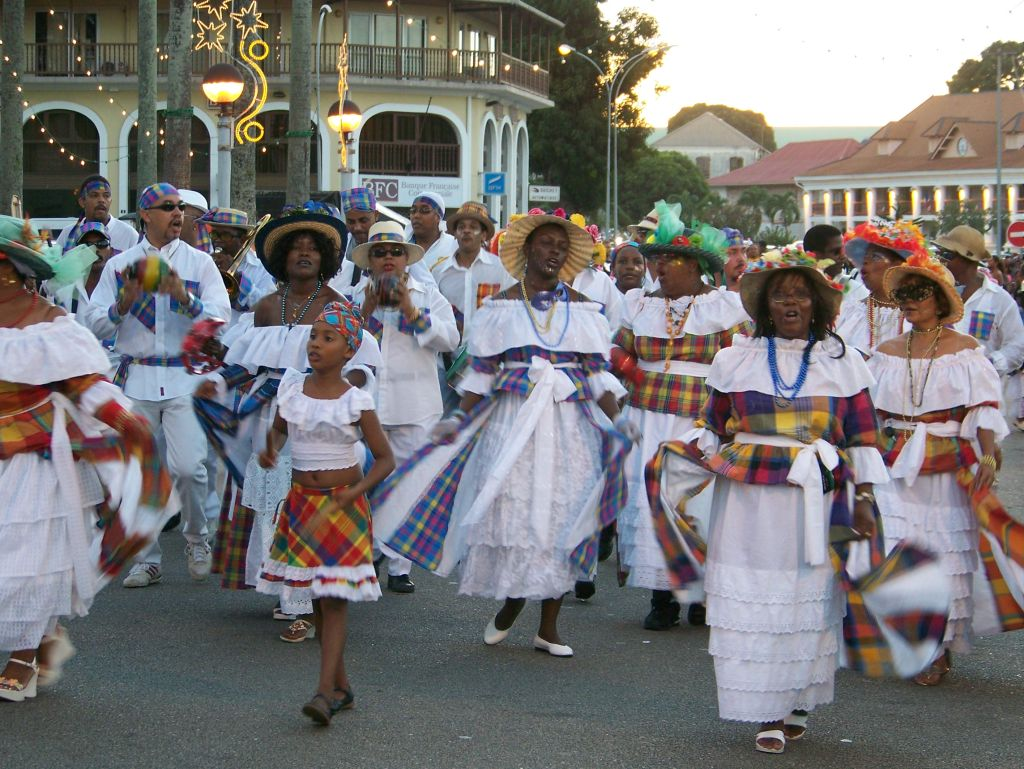
Défilé du Carnaval de Guyane dans les rues de Cayenne en 2007.

Le carnaval est l'un des événements majeurs de la Capitale. Il se déroule entre l'Épiphanie au début de janvier, et le mercredi des Cendres en février ou mars.
Description et origine
Cette fête appartient à la culture créole guyanaise. Il a pour origine le carnaval tel qu'il est pratiqué en Europe. Au début de la colonisation, les colons pratiquaient le carnaval, mais il était interdit aux esclaves. Bravant l'interdiction, les esclaves pratiquaient le carnaval, dans des fêtes clandestines. Ils y voyaient un moyen de retrouver un peu de liberté, de commémorer comme les Africains la fertilité et les moissons et de tourner en dérision les colons.
Les jours gras clôturent le carnaval :
- le dimanche gras : c'est le jour de la grande parade, la plus grande parade du carnaval. les groupes concourent pour obtenir des prix en fonction de leur performance ;
- le Lundi gras : ce sont les mariages burlesques, les hommes se déguisent en mariées et les femmes en mariés ;
- le Mardi gras : les carnavaliers défilent en Diab rouj (diables rouges), tout le monde s'habille de rouge et noir ;
- le Mercredi des Cendres : les diablesses toutes de noir et blanc vêtues enterrent Vaval, le roi du carnaval.

Le carnaval des rues
Des groupes déguisés selon la thématique de l'année, y défilent autour de chars décorés, au rythme des percussions et des cuivres. La préparation des groupes dure des mois avant le carnaval. Les groupes défilent devant des milliers de spectateurs qui se massent sur les trottoirs et les gradins aménagés pour l'occasion.
Les groupes les plus connus sont :
- Kassialata ;
- Reno Band ;
- OsBand ;
- les Belles de la Madeleine.

Des groupes brésiliens identiques à ceux que l'on rencontre au carnaval de Rio, sont également appréciés pour leurs rythmes et leurs costumes affriolants. La communauté asiatique de Cayenne participe également aux défilés en apportant sa touche caractéristique, avec des dragons.
Les bals masqués

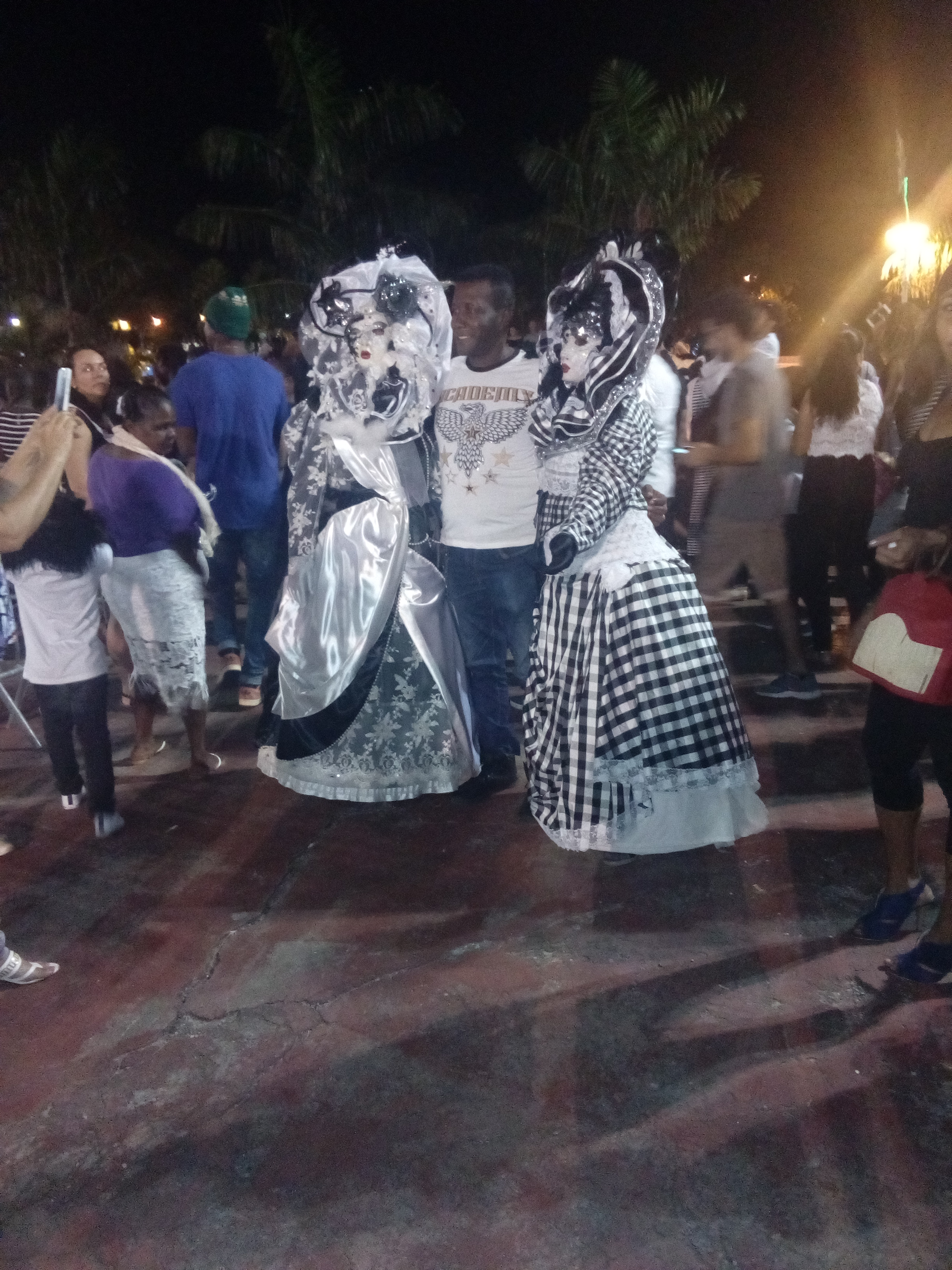
Des Touloulous sur la Place des Palmistes.

Les boites de nuit, appelées « Universités », organisent des bals masqués durant lesquels les hommes viennent danser avec les touloulous. Les soirées ont lieu les vendredis et samedis soir. Cette tradition est propre à la Guyane, elle n'existe nulle part ailleurs.
Depuis les années 1990, ont lieu les soirées Tololos, où les hommes se déguisent et prennent le rôle des Touloulous (ce sont eux qui invitent les femmes non déguisées à danser). Ces soirées sont de plus en plus populaires et ont lieu plusieurs fois pendant le carnaval.
Les danses du carnaval sont la mazurka, la polka, la biguine et le piké djouk. C'est le Touloulou qui invite les hommes à danser, ils ne peuvent pas refuser. Seules les touloulous ont le droit de danser, si une femme non déguisée danse, l'orchestre s'arrête.
La salle de bal de Cayenne s'appelle Nana, dans laquelle joue le groupe, Les Blues Stars.
Le carnaval des familles
Les familles se réunissent chaque semaine pour manger la galette des rois. C'est la tradition de la galette des rois connue en Europe durant l'Épiphanie, prolongée sur toute la période carnavalesque. Usuellement, le roi paye la galette la semaine suivante. La galette peut être à la frangipane, à la goyave, au coco ou à la crème.
Après l'abolition de l'esclavage en 1848, l'économie de la Guyane est sinistrée, un nombre important de la population vit du travail de la terre dans des « habitations ». Les gens cultivent la terre, on connait la valeur du travail en commun : le Mayouri. En Guyane, c'est à cette époque que nait la tradition de la galette des rois, ou plus précisément du « rend le bouquet ». Un couple organise le repas et la fête. Il désigne à la fin le couple qui organisera la réunion suivante en lui remettant le bouquet.

#### Le Centre de rayonnement départemental
Inauguré le 10 janvier 2004, le Centre de rayonnement départemental[réf. nécessaire] (CRD) est un pôle culturel situé dans le quartier de Zéphir à la périphérie de la ville, à côté de la salle du Zéphir et du lycée Merkior-Garré. Il est né du regroupement de l'Office culturel régional de la Guyane (OCRG) et de École nationale de musique et de danse (ENMD).
Il se compose de trois grandes structures :
- l'École nationale de musique et de danse, d'une surface de 3 387 m2 ;
- l'Office culturel régional, surface 1 373 m2 ;
- l'Auditorium de 1 357 m2.

#### Kayenn Jazz Festival
La ville accueille un festival de jazz depuis plus de 10 ans, le kayenn jazz festival qui invite de nombreux artistes internationaux. L'édition 2009 marque un tournant décisif dans l'organisation du festival, puisqu'il y a désormais deux lieux de concert (le Jardin Botanique et le stade de Baduel) et certains concerts sont dorénavant payants.

### Sports
Équipement sportif :
- Stade de Baduel (7 000 places) rebaptisé le 19 juillet 2014, stade municipal Georges-Chaumet par la municipalité de Cayenne.
- Centre aquatique de Cayenne, piscine municipale

Principaux clubs sportifs :
- CSC Cayenne, football (anciennement Club Colonial de Cayenne)
- l'Olympique de Cayenne, football
- ASL Sport Guyanais, football
- AS Red Star de Cayenne, football
- ASC le Cygne de Cayenne, basket-ball
- ASC Tour, basket ball
- Stade Cayennais, rugby
- ECG (Espoir Cycliste Guyanais), cyclisme
- VCG (Vélo Club Guyanais), cyclisme
- SCG (Sprint Club Guyanais), cyclisme
- Cercles des Nageurs de Cayenne, natation
- Megaquarius club Guyane, natation

## Économie

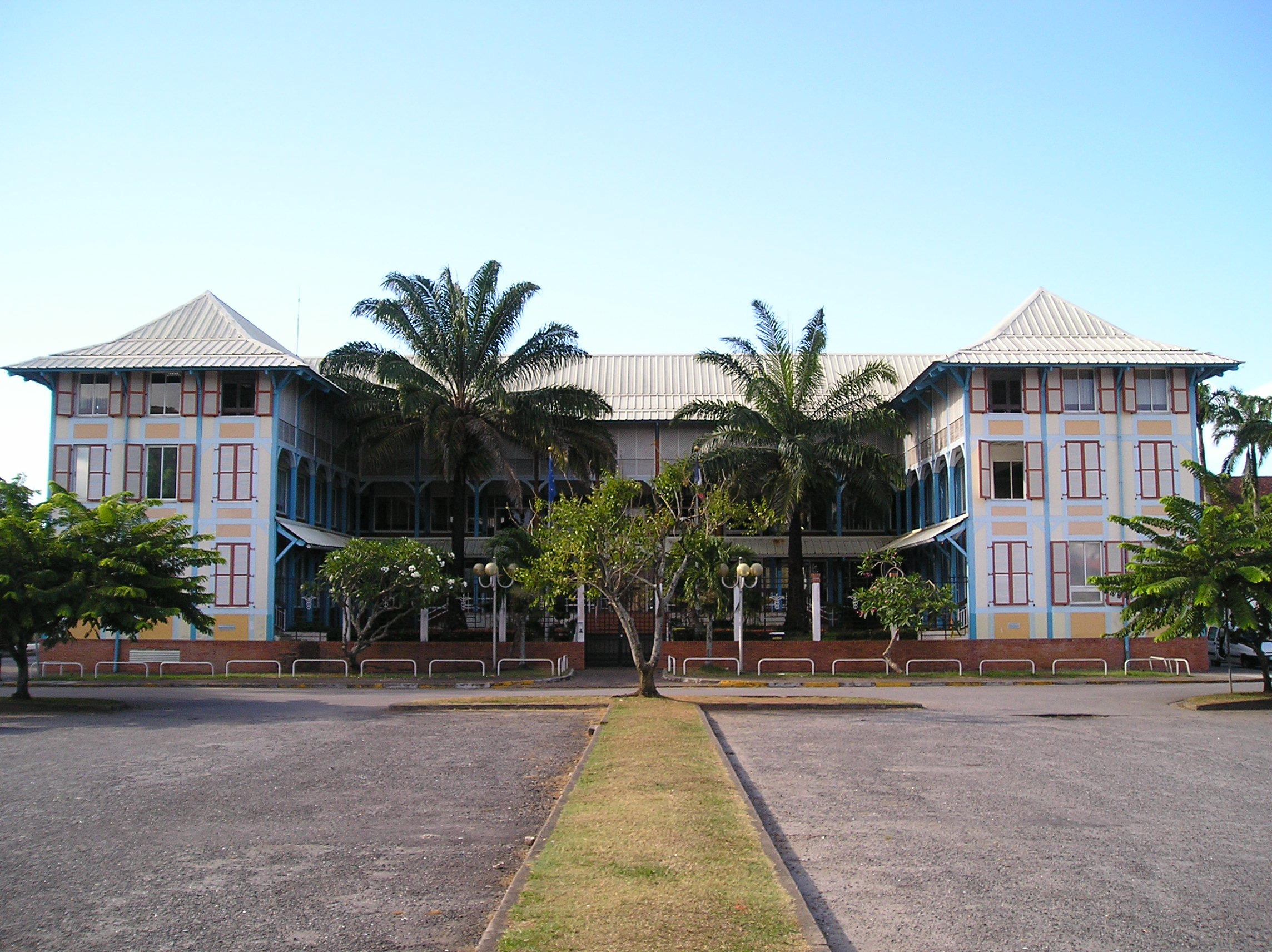
Chambre de commerce et d'industrie de la Guyane.

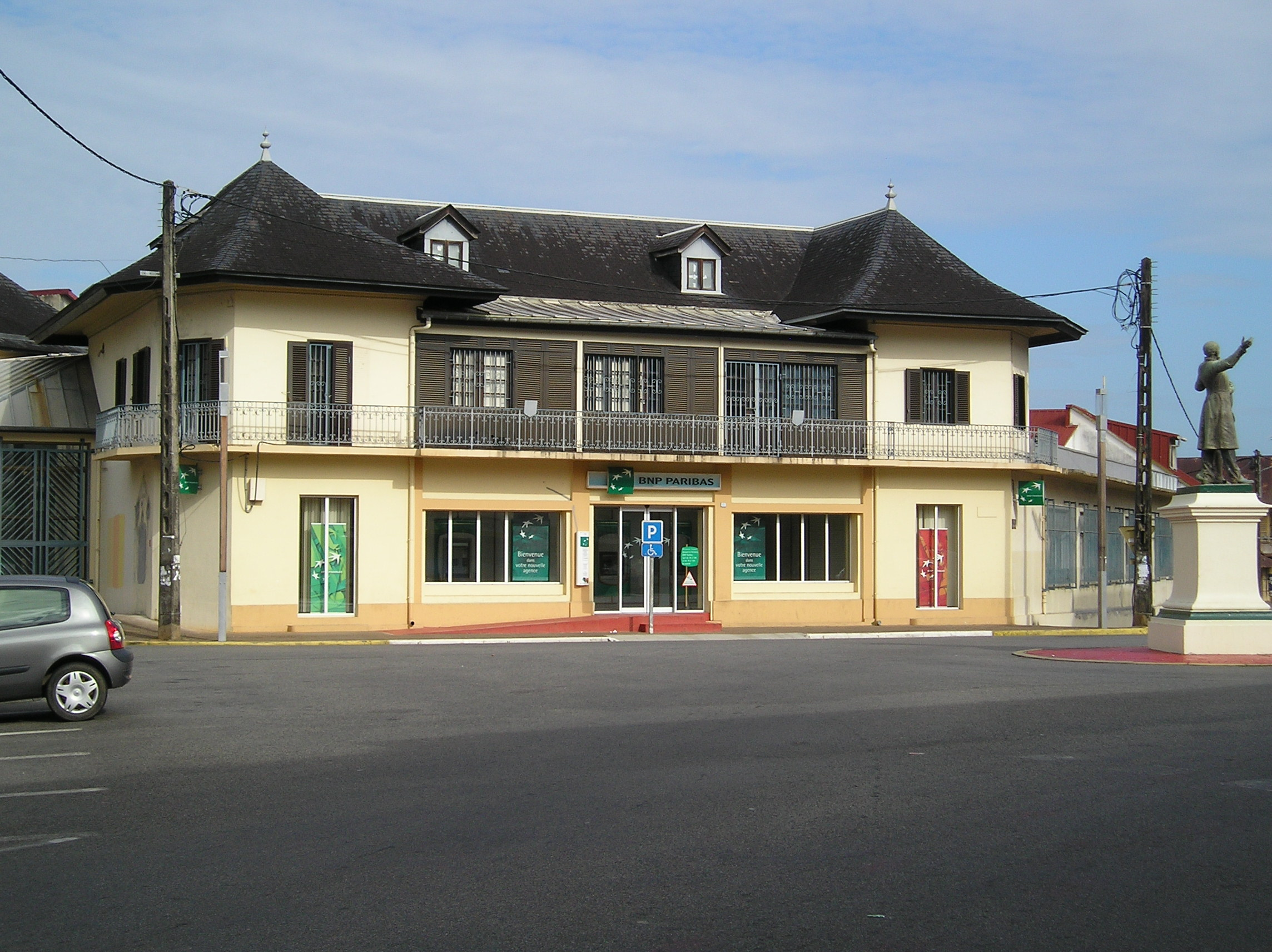
Siège de la BNP Paribas sur la place Victor-Schœlcher.

Le bagne en Guyane est officialisé en 1854 par Napoléon III. Cayenne devient le siège d'une importante administration pénitentiaire. En 1855, la ruée vers l'or amènera des milliers d'orpailleurs dans la forêt guyanaise permettant une croissance de l'activité commerciale. En 1946 la départementalisation fait de la Guyane un département, l'administration et les services publics s'installent dans la ville. Aujourd'hui encore les activités administratives et commerciales dominent la ville.
La zone d'emploi de Cayenne qui comprend l'ensemble des communes de la Communauté d'agglomération du Centre Littoral réunit la grande majorité des emplois de Guyane, avec 70 % des emplois en 1999.

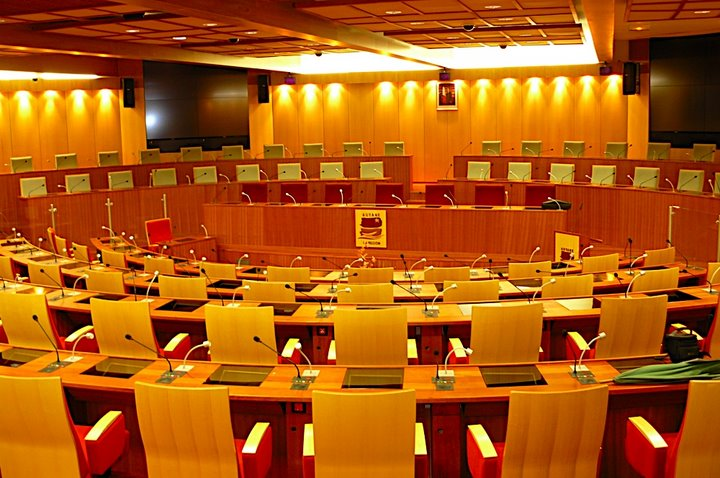
Salle de délibération du conseil régional.

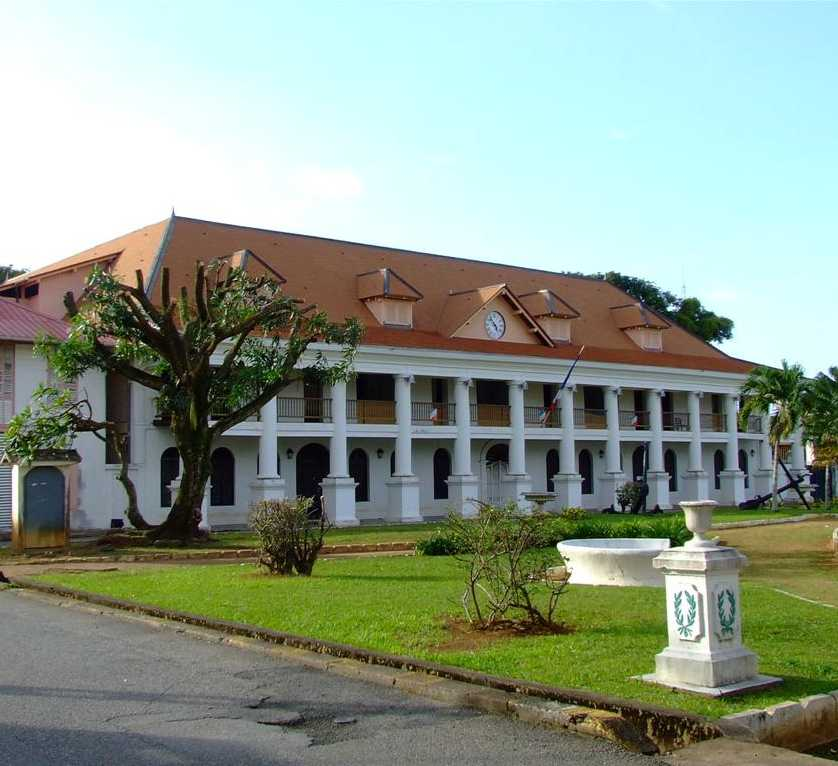
Hôtel préfectoral de la Guyane, place de Grenoble.

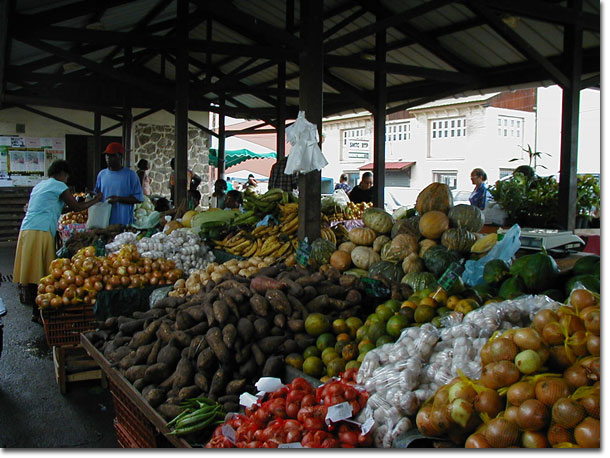
Étal sur le marché de Cayenne.

|                         | Industrie | Construction | Commerce | Service | Total |
| ----------------------- | --------- | ------------ | -------- | ------- | ----- |
| Nombre d'établissements | 696       | 1082         | 1936     | 2540    | 6254  |
| Pourcentage             | 11,1 %    | 17,3 %       | 31 %     | 40,6 %  |       |

### Industrie
Le territoire de la ville est très peu étendu, de ce fait la plupart des activités industrielles, grandes consommatrices d'espace, se sont installées dans les autres villes de la communauté d'agglomération du Centre Littoral, notamment Matoury et Rémire-Montjoly. Cependant, la zone industrielle Collery regroupe l'essentiel du secteur industriel de la ville, principalement de Bâtiment et travaux publics.

### Tertiaire
Administration et services publics
Comme dans les autres économies des régions d'outre-mer, la sphère publique (fonction publique) a un poids prépondérant dans l'économie guyanaise, et donc de sa capitale administrative. On observe une surrémunération des fonctionnaires dont le salaire moyen est supérieur de 31 % à la moyenne nationale. De nombreux organismes nationaux et européens ont des bureaux dans la ville. Les administrations les plus représentées sont :
- La Cité administrative[68] du Conseil régional dans le quartier de Suzini.
- Le siège du Conseil général de la Guyane à la place Léopold-Héder[69].
- Le siège de la préfecture de la Guyane.
- La Chambre de commerce et d'industrie de la Guyane qui gère le port autonome de Dégrad-Des-Cannes et l'aéroport international Félix-Éboué.

Le centre hospitalier Andrée-Rosemon implanté dans le quartier de la Madeleine est l'un des plus importants employeurs du département avec 1 467 personnes en 2006. La commune de Cayenne est également un employeur important, avec plus de 1 000 emplois.
Cayenne accueille les sièges de grands établissements tels qu'Air France, la Sécurité Sociale, les banques et les assurances. Bien que la majorité des activités d'extraction aurifère se situe dans la région de Saint-Laurent-du-Maroni, il existe de nombreuses compagnies minières qui ont leur siège à Cayenne.
Commerce
Parmi les 8 500 entreprises comptabilisées en Guyane en 2007, 2 300 exercent une activité de commerce. C'est le second pourvoyeur d'emploi après les services, avec 4 067 emplois enregistrés fin 2006. 70 % de ces entreprises opèrent sur l'île de Cayenne. On remarque une abondance des commerces de moins de 300 m2 de type commerce de détail, tenus pour la plupart par la communauté chinoise. Néanmoins, l'ouverture du premier hypermarché de Guyane en 2005, et les projets d'ouverture de grandes surfaces commerciales de plus de 1000 m2, laissent entrevoir une mutation de l'appareil commercial.
À noter que l'on y trouve deux marchés :
- Le marché d'intérêt régional[74].
- Le marché central de Cayenne[75] avec ses halles et ses étals, qui est réservé aux légumes et à la viande.

Armée
Depuis 1976, Cayenne est devenu le siège du bataillon de Guyane devenu en 1992 le 9e régiment d'infanterie de marine.

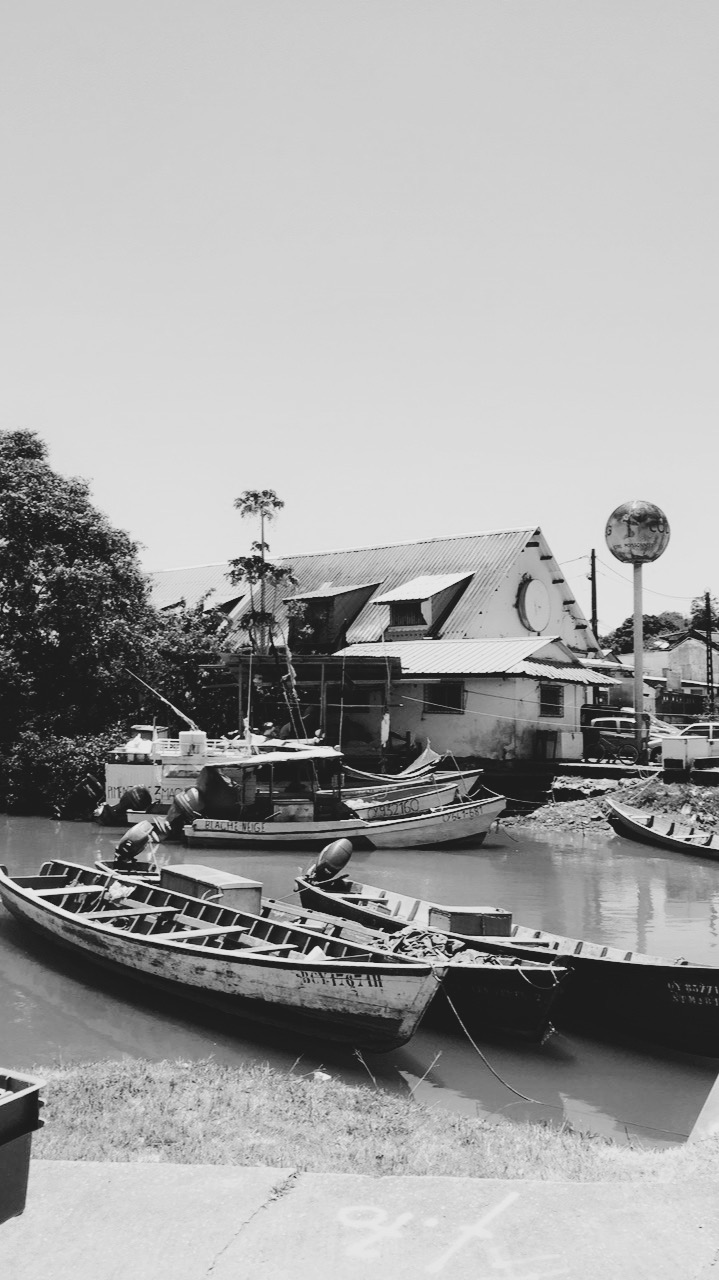
Le port de pêche artisanale près du marché de Cayenne.

## Culture locale et patrimoine

### Lieux et monuments

#### Le fort Cépérou, la place des Palmistes et le Jardin botanique

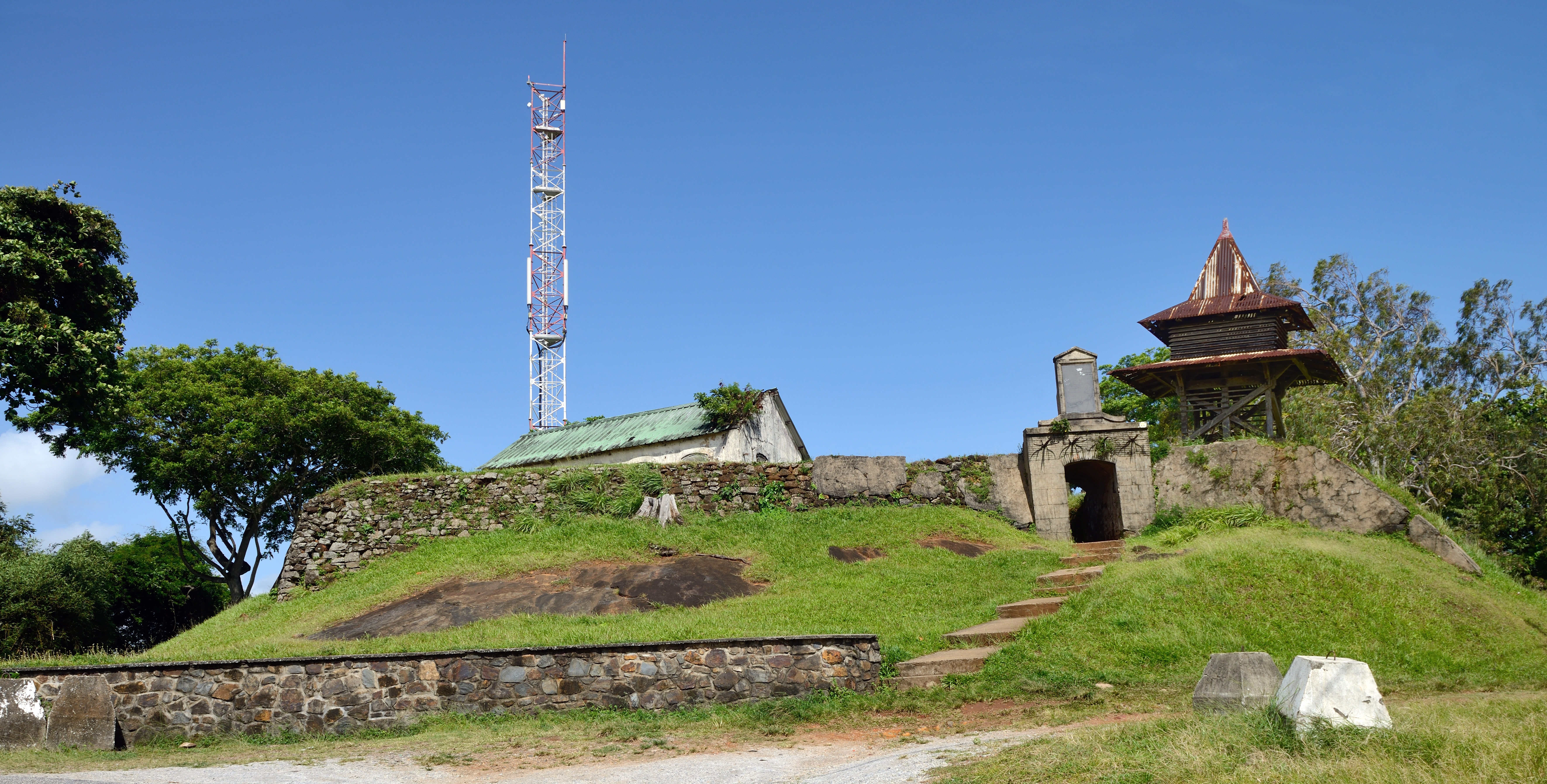
Le fort Cépérou.

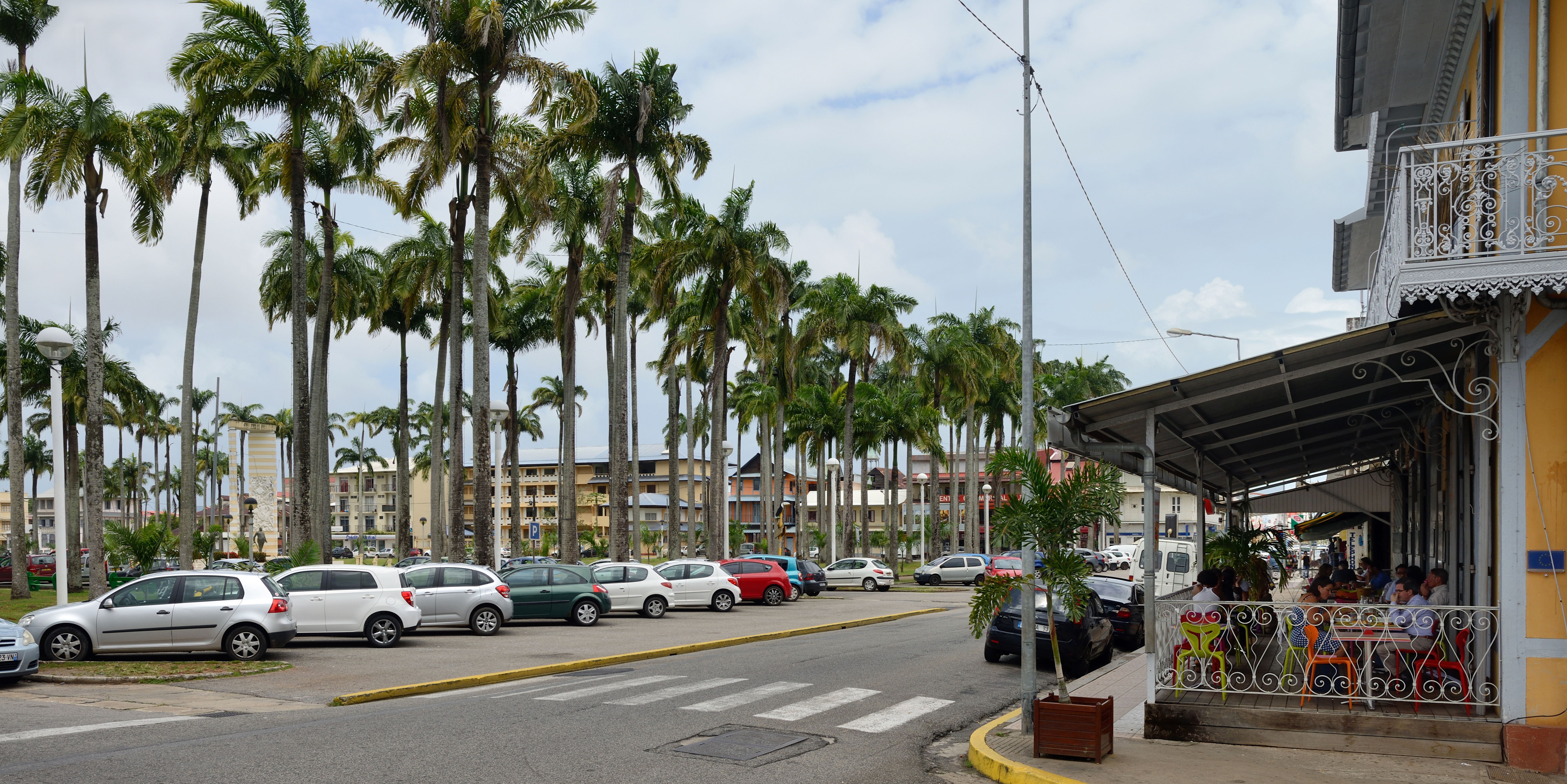
La place des Palmistes.

##### Place des Palmistes
Au départ il s'agissait d'une place aménagée pour aérer la ville après la démolition des murailles en 1810. La place étant occupée par des herbes, elle se nommait donc place de la Savane. Plus tard on y planta des palmiers royaux de Guisanbourg, et elle devint la place des Palmistes. En 1880, on y éleva une colonne de bronze portant le buste de la République commémorant la prise de la Bastille. Sous le gouverneur Gerville-Reache transforma la place en jardin anglais, avec collines artificielles, massifs de fleurs et plantes ornementales. En raison des pluies, la place était régulièrement inondée, c'est pourquoi le gouverneur Chanel en 1925 la borda d'un réseau de canaux cimentés que l'on retrouve encore de nos jours. On y trouve une statue de Félix Éboué, illustre personnage guyanais, à la place de la fontaine Merlet,. Aujourd'hui c'est un lieu de vie, de rencontre des Cayennais. Le soir,s'installent des roulottes de vendeurs de frites, sandwich, bamis, nassis (spécialités javanaises), jus locaux et autres plats à emporter.

##### Jardin botanique

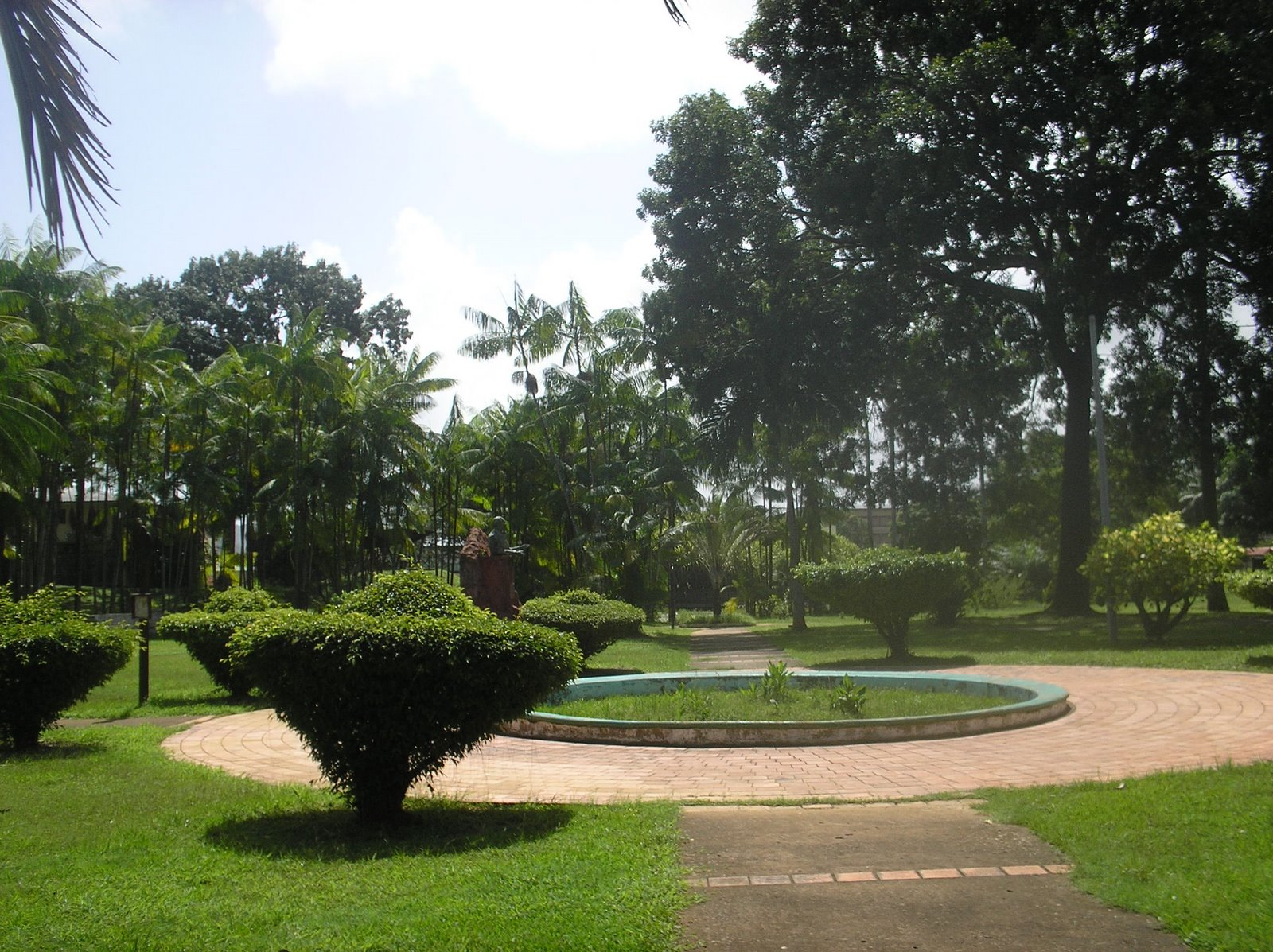
Le jardin botanique de Cayenne, avec la statue de Gaston Monnerville en son centre, à gauche.

En 1786, Louis XVI possédait un jardin qui servait de dépôt et de pépinière pour les diverses plantes et arbres venus de diverses destinations. Louis Claude Richard, directeur du jardin se chargeait de faire venir d'Inde des muscadiers, des rotins, des arbres à in, des pieds de cardamome et de poivrier. Durant cette période, on le nommait Jardin du Roi. En 1821 une maison fut construite pour le botaniste. En 1879, il change de nom et devient Jardin botanique est un parc floral dans le centre-ville. Il s'étend sur trois hectares. On y trouve le monument à Gaston Monnerville au centre du jardin.

#### Le marché et la place du Coq

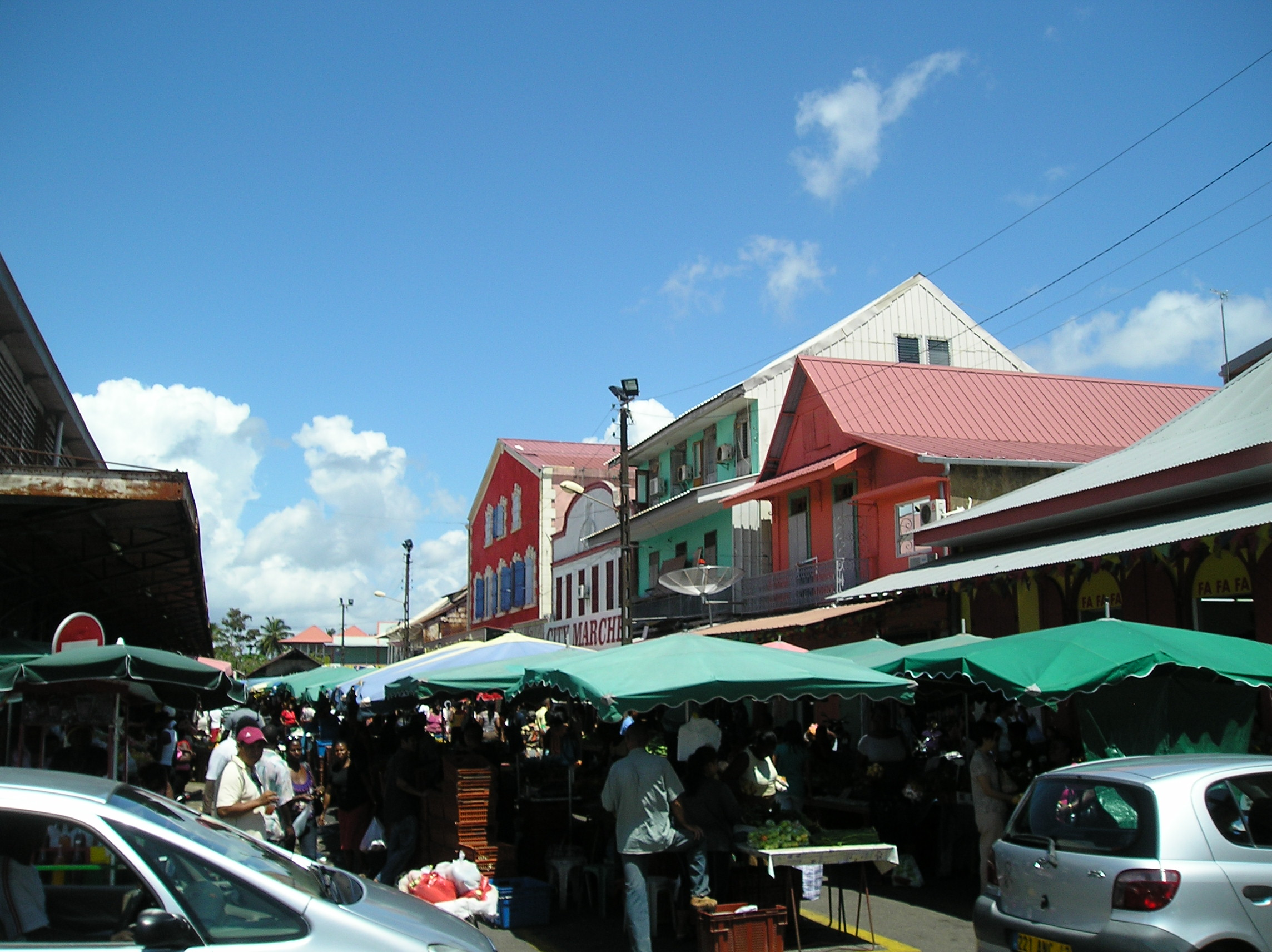
Allée droite du Marché de Cayenne.

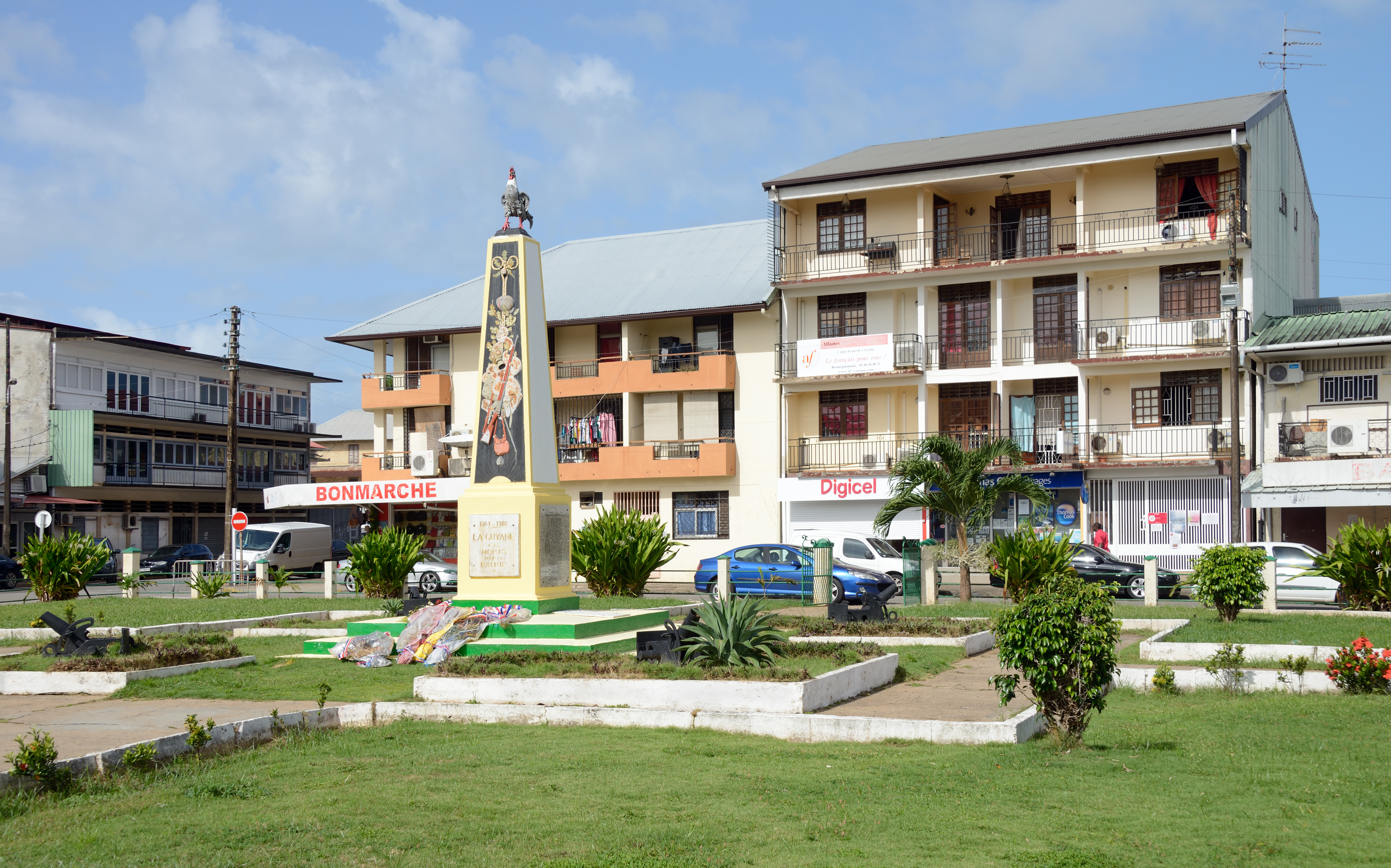
La place du Coq.

Ces deux édifices mitoyens sont situés non loin du vieux port de Cayenne. Dès 1703, une place du Port figure sur un plan de la ville Cayenne, elle devient par la suite place du Marché en 1842. En 1888, un marché couvert et un jardin public y ont été construits. En 1907, le conseil municipal dirigé par le maire Eugène Gobert décide la suppression du jardin pour la construction d'un nouveau marché couvert, celui que l'on connait actuellement. En 1920 à l'emplacement de l'ancien marché a été inauguré le monument aux morts de la Première Guerre mondiale surmonté d'un coq, ce qui lui donna le nom actuel de la place.

#### La cathédrale Saint-Sauveur

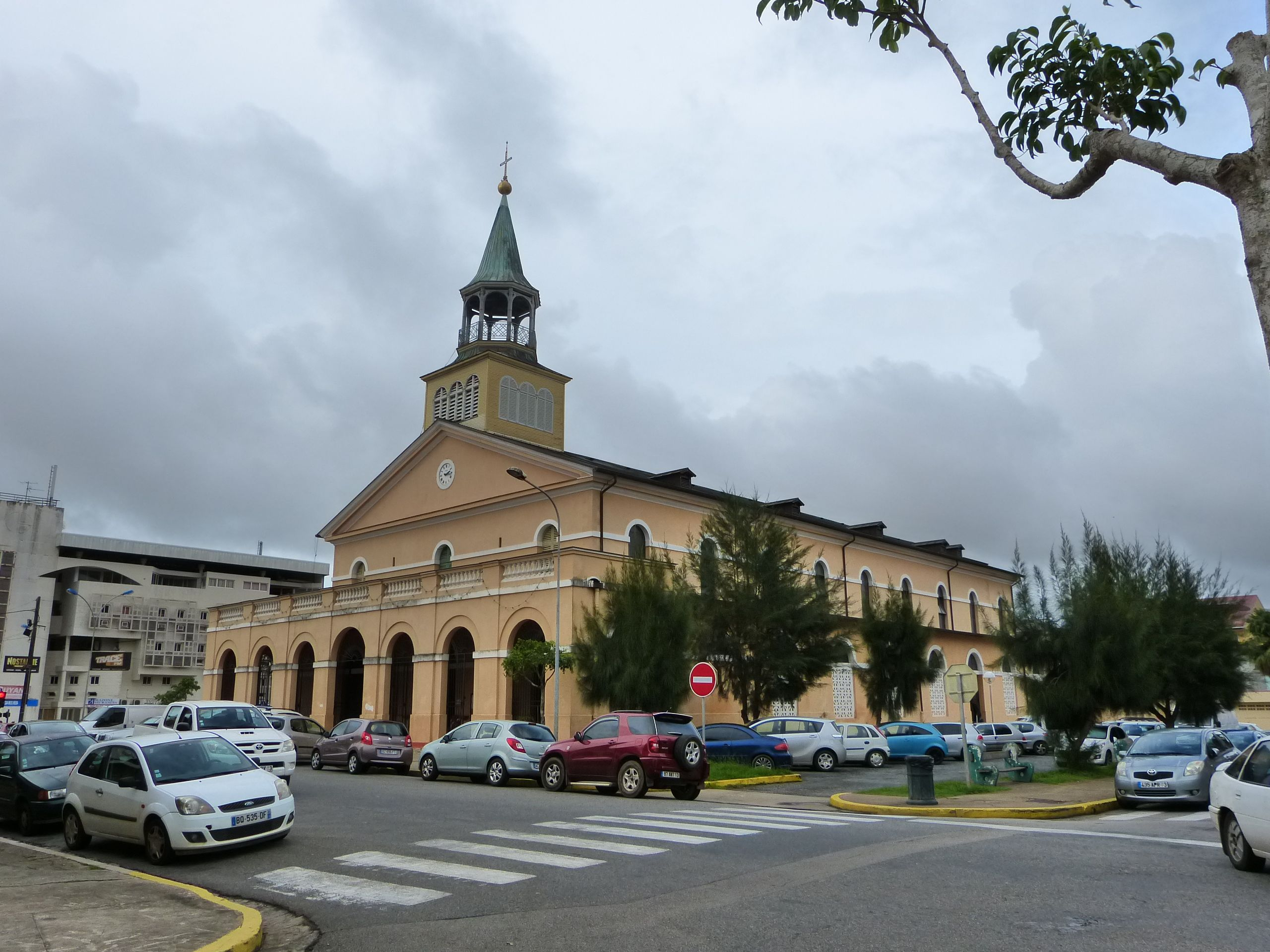
Cathédrale Saint-Sauveur de Cayenne après sa rénovation de 2005.

En 1823, le Révérend Père Nicolas Guiller et le baron Pierre Bernard Milius, administrateur de la Guyane décidèrent de remplacer l'ancienne église de Cayenne, l'église Saint-Nicolas à l'actuelle place Léopold-Héder. Les travaux commencés en 1825 furent achevés en 1833. L'église est inaugurée en 1861. Elle est classée Monument historique.
Le maître-autel, la chaire et le confessionnal de la chapelle du pénitencier de l'Ilet la Mère furent transférés à la cathédrale en 1876.
En 1933, la préfecture apostolique de Guyane est transformée en vicariat, le préfet apostolique devient évêque. L'église change également de statut et devient cathédrale. Elle est consacrée en tant que cathédrale le 9 novembre 1934 par monseigneur Gourtay, alors premier évêque de Guyane. En 1952, elle fit l'objet d'un agrandissement ; au cours des travaux les ouvriers trouvèrent une cassette de plomb enchâssée contenant 21 pièces de monnaie, dont la plus ancienne date de Napoléon Ier et 20 sceaux de l'époque de Charles X.
Entre 1952 et 1954 vers l'est sur 13 m, le plafond, les vitraux, les planchers de la tribune, sont remplacés.
La cathédrale Saint-Sauveur de Cayenne a été récemment rénovée,.

#### Réhabilitation en cours
Le clocher a été restauré au cours des années 2000 et 2001. Les murs extérieurs ont pour leur part été réhabilités entre 2004 et 2005. La dernière tranche porte sur l'intérieur de la cathédrale.

### Bâtiments administratifs

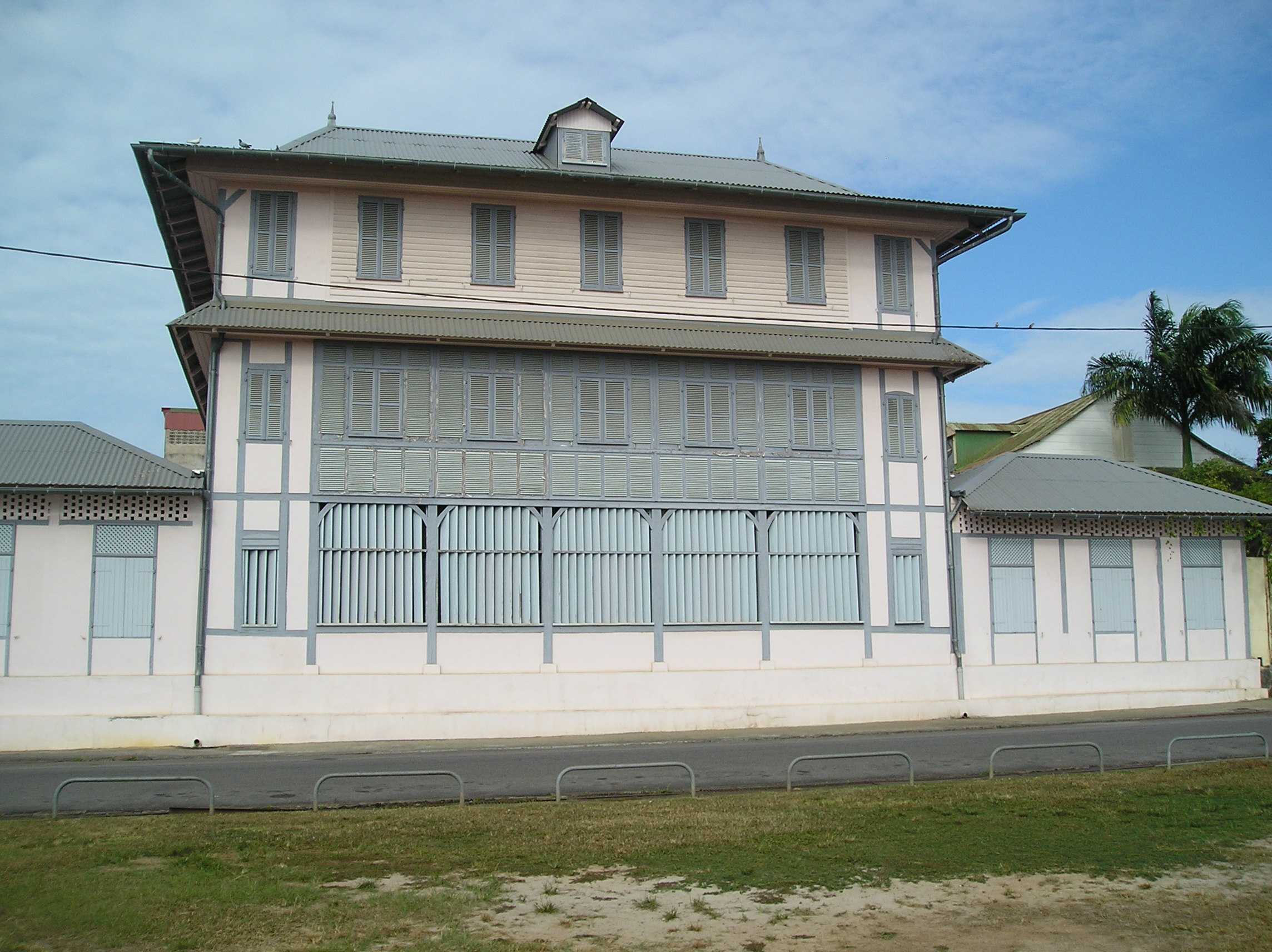
DRH du conseil général.

Les anciens bâtiments coloniaux autour de la place des Palmistes et la place de Grenoble ont été requalifiés en bâtiments administratifs. Il ne reste que l'ancien hôpital Jean-Martial, un chef-d'œuvre d'architecture coloniale créole, livré à l'abandon.

#### Immeuble Franconie

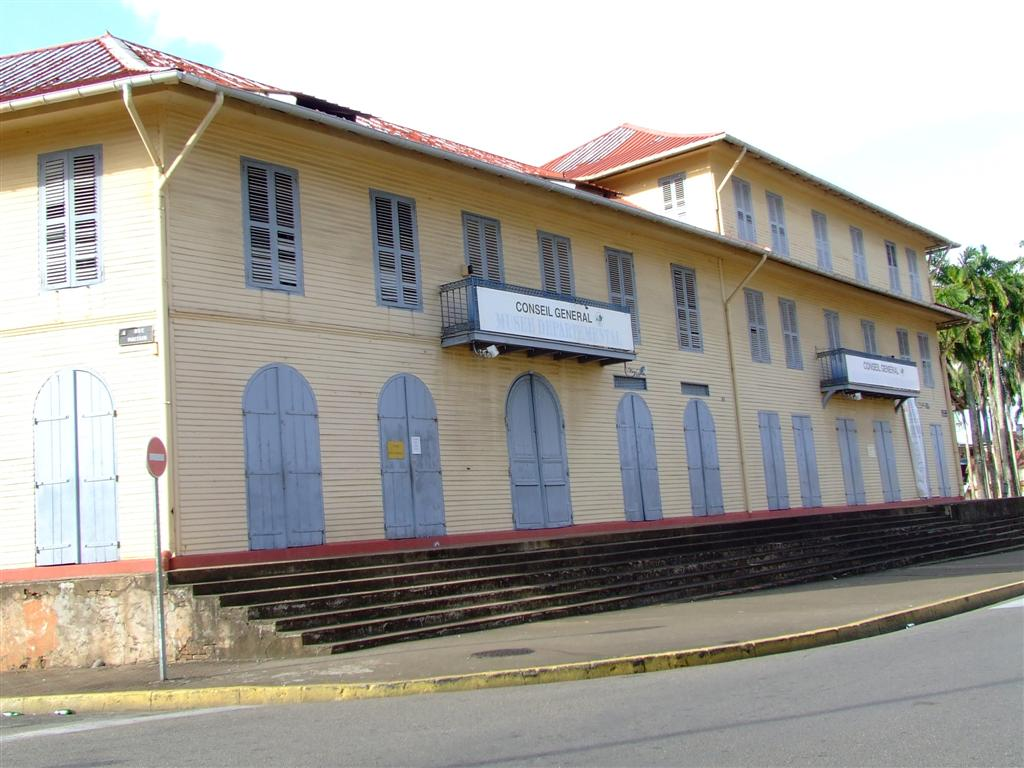
Immeuble Franconie.

L'immeuble fut bâti entre 1824 et 1842 à côté de la place des Palmistes, il fut cédé en 1884 au gouvernement de l'époque par Gustave Franconie, ancien député de la Guyane issu d'une famille de commerçants ayant réussi en Guyane. Il accueille une bibliothèque et le Musée départemental Alexandre-Franconie.
La bibliothèque qui fut inaugurée en 1885 prit le nom d'Alexandre Franconie (père de Gustave Franconie) en l'honneur de ce célèbre commerçant ayant fait fortune en Guyane.
Le musée fut fondé le 18 septembre 1901 par arrêté. Appelé alors musée local l'essentiel de la collection de l'époque provient des objets recueillis conservés par les anciens comités locaux d'exposition, des collections revenues du pavillon de la Guyane au palais du Trocadéro, et de dons de particuliers (dont Victor Schœlcher). Lors de son inauguration le 15 octobre 1901, le gouverneur Mewart invitait les plus notables habitants de la colonie, les humbles coureurs de bois, chasseurs ou pêcheurs qui trouveraient un objet curieux (animal, plante ou pierre) de le donner au musée. La collection s'enrichit ainsi de nombreuses œuvres encore exposées au musée aujourd'hui.
Le musée est inscrit à l'inventaire des Monuments historiques depuis le 8 mars 1986,.

#### Direction des ressources humaines du conseil général
Ce bâtiment d'architecture créole borde la place des Palmistes. Il fut construit au XIXe siècle en tant que siège de l'Institut d'études supérieures de la Guyane (IESG) jusqu'en 1991, date à laquelle l'IESG fut transféré au campus Saint-Denis. Le bâtiment a été réhabilité et abrite aujourd'hui le siège de la Direction des ressources humaines du conseil général.
Il est inscrit à l'inventaire des Monuments historiques depuis le 8 mars 1986.

### Rénovation des maisons anciennes

Maison Thémire, bâtiment historique et emblématique de la capitale. C'est aujourd'hui un bar-restaurant-hôtel.

On observe depuis quelques années la rénovation des vieilles cases créoles du centre-ville, cette opération est menée par la municipalité de Cayenne, avec l'aide de fonds européens et l'État. Par exemple avec la maison créole située 4 rue des Casernes qui bénéficie en 2024 d'une subvention de 130 000 euros de la Fondation du Patrimoine grâce au Loto du Patrimoine porté par Stéphane Bern .

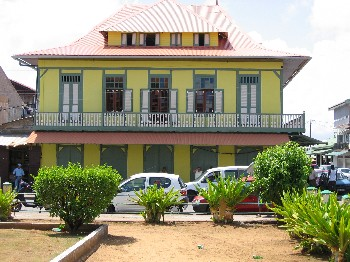
Maison créole réhabilitée place du Coq.
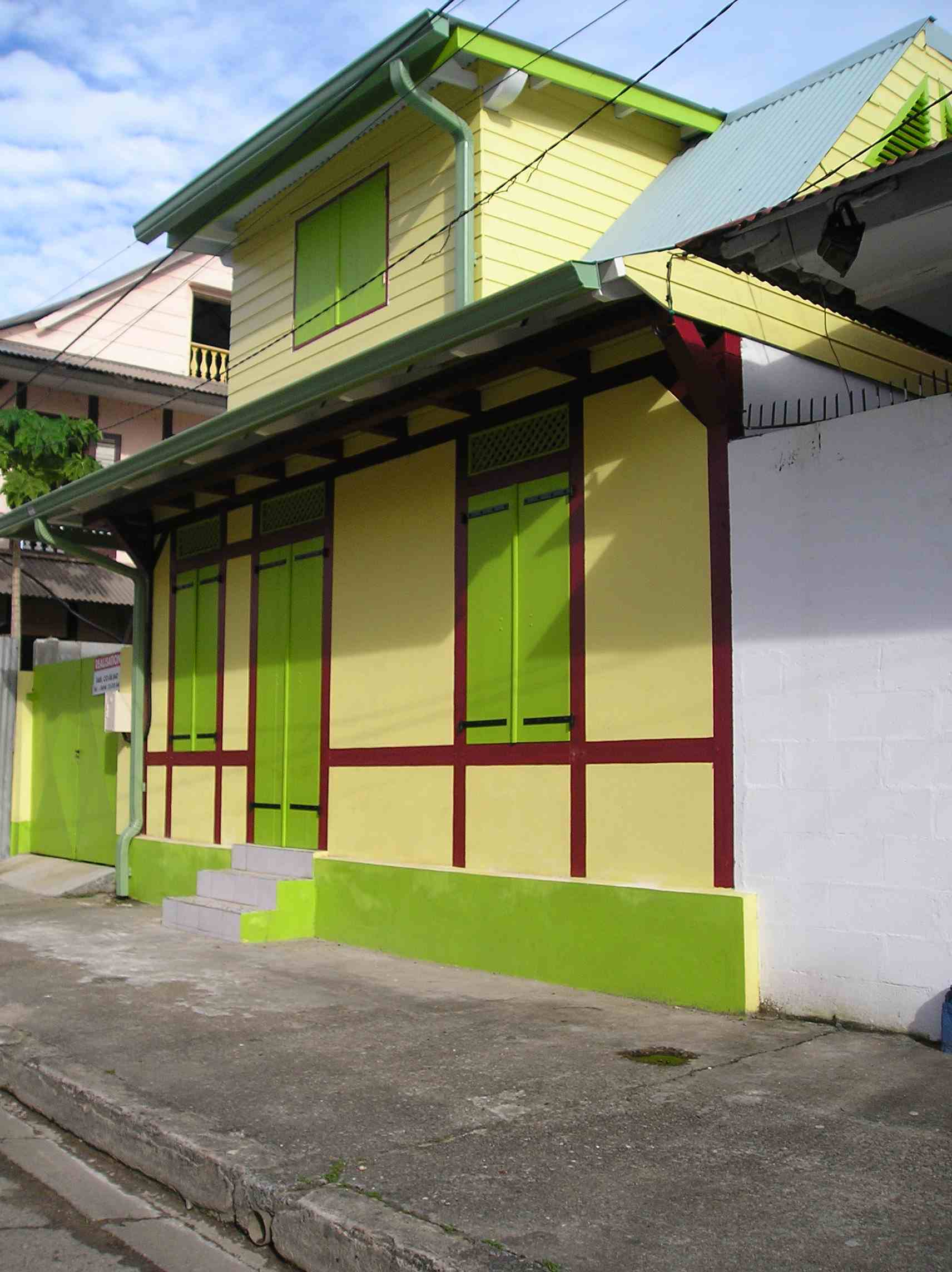
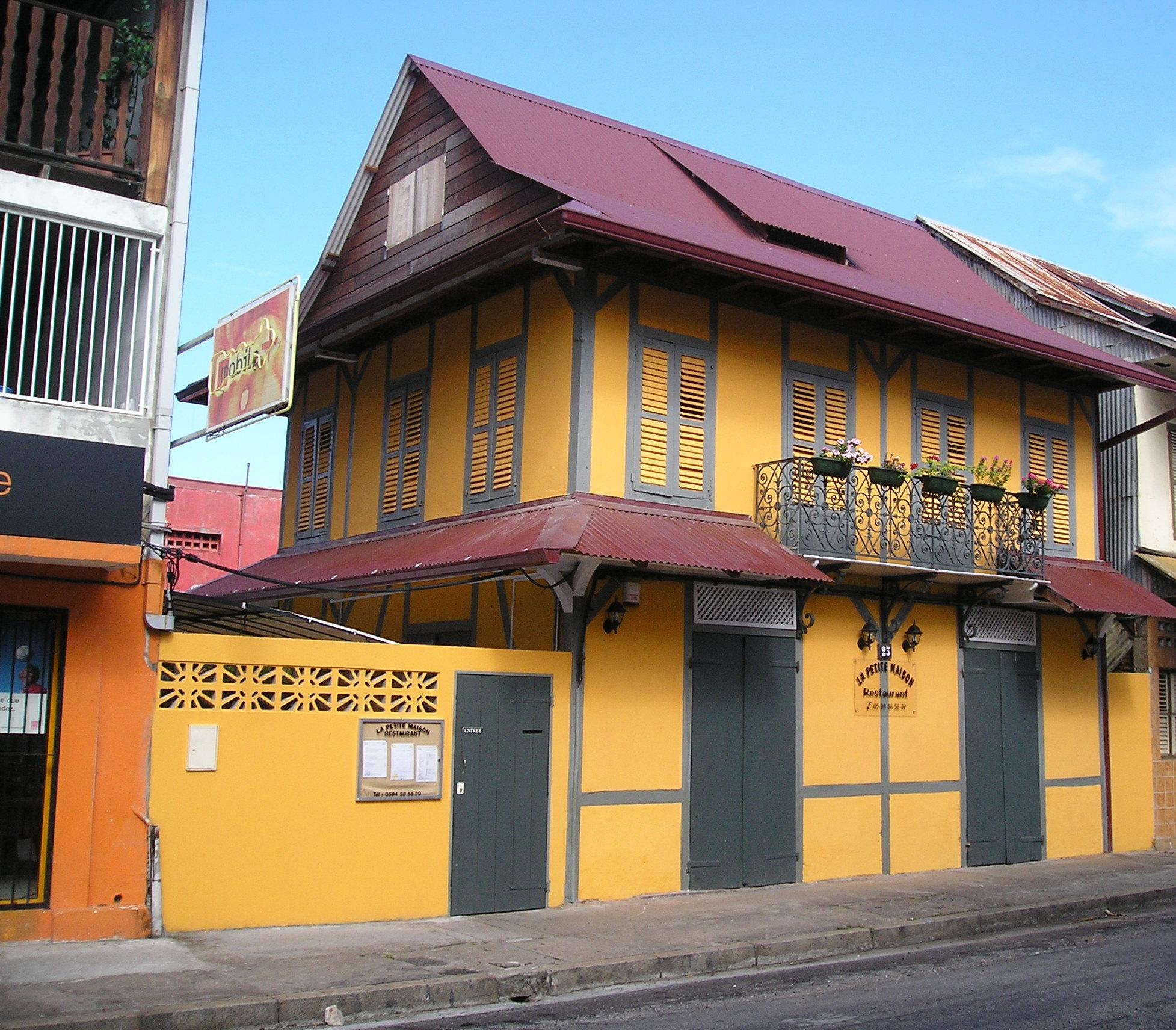
Maison créole réhabilitée en restaurant.
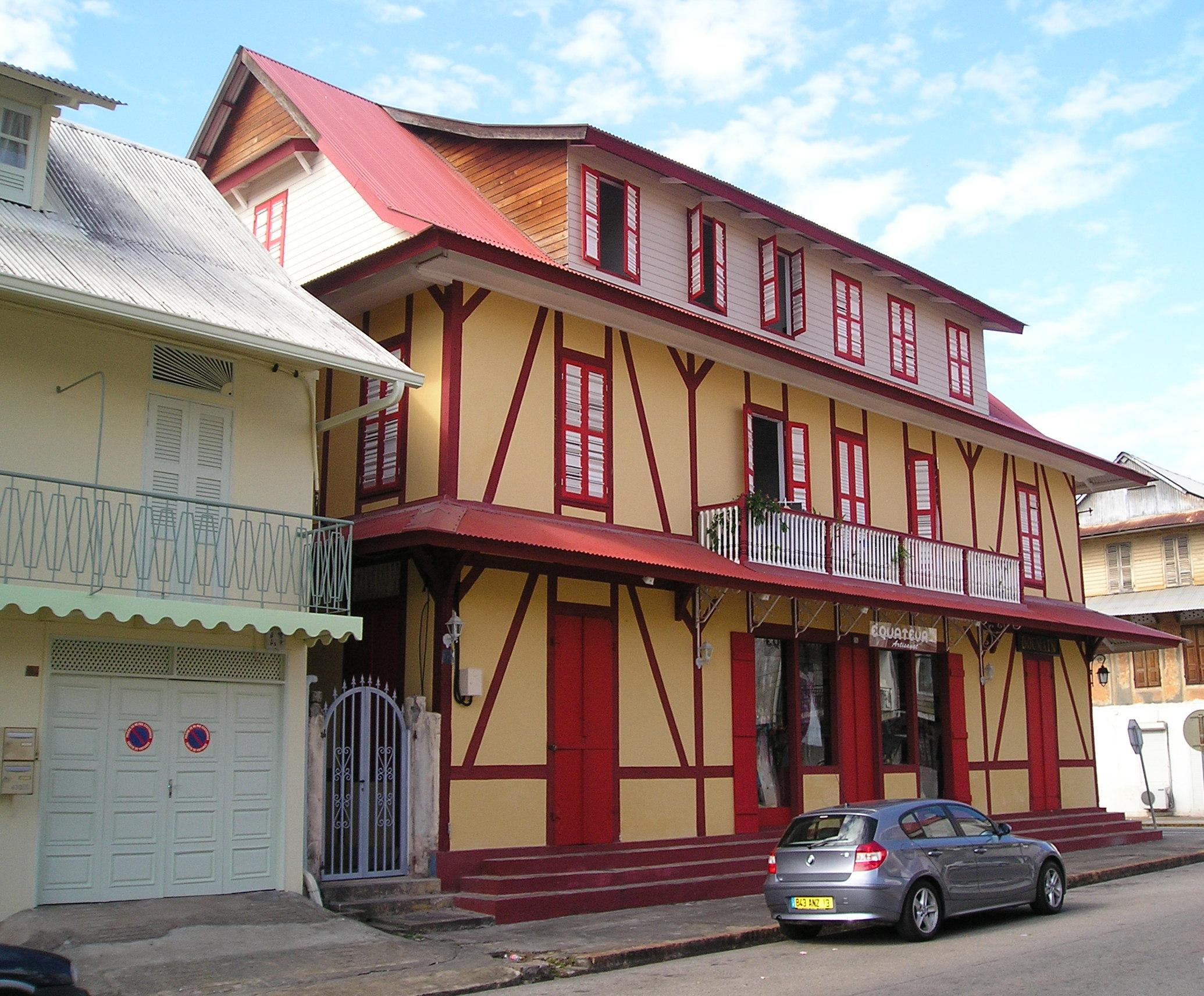
Maison créole réhabilitée.
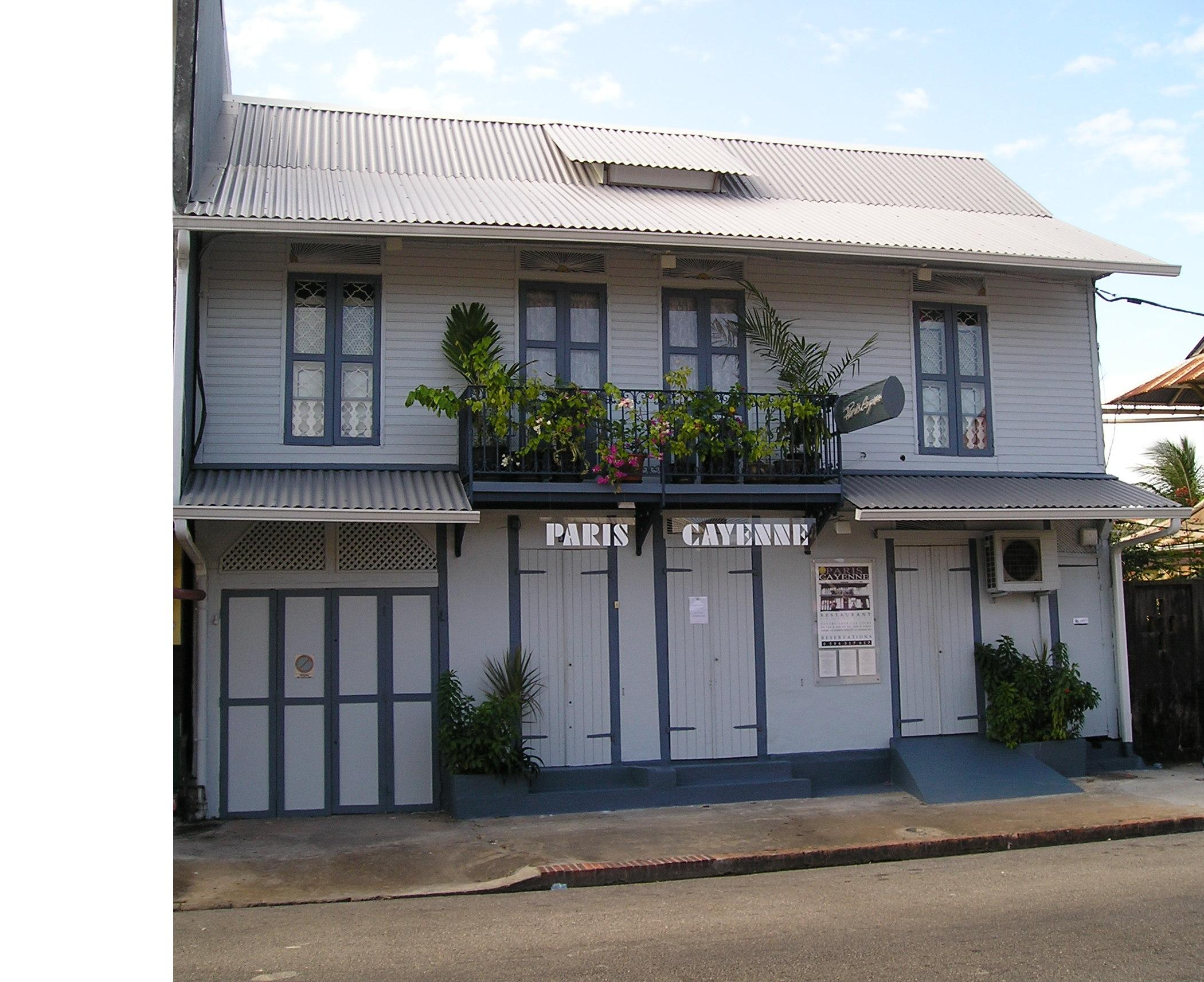
Maison créole réhabilitée.
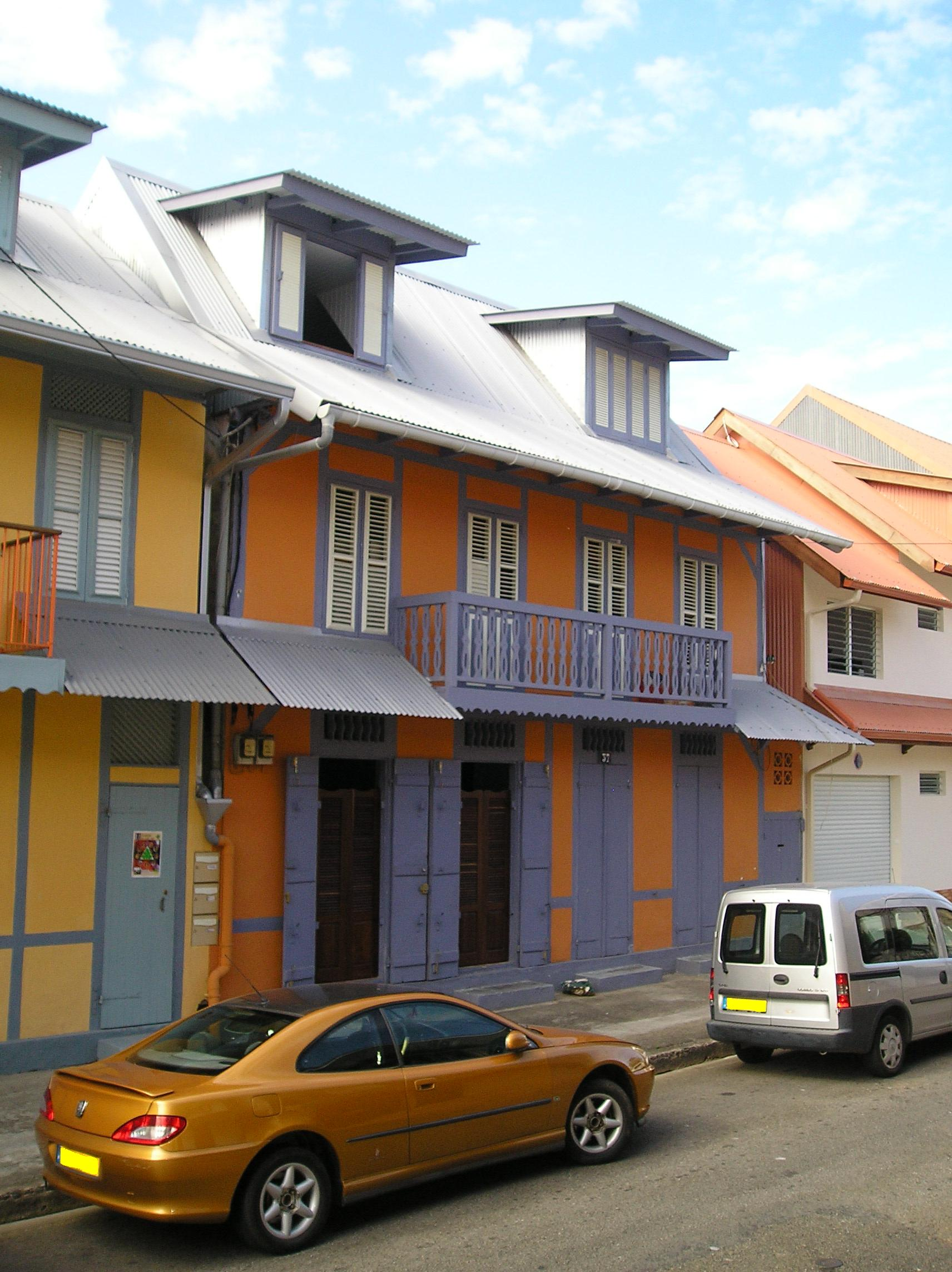
Maison créole réhabilitée.
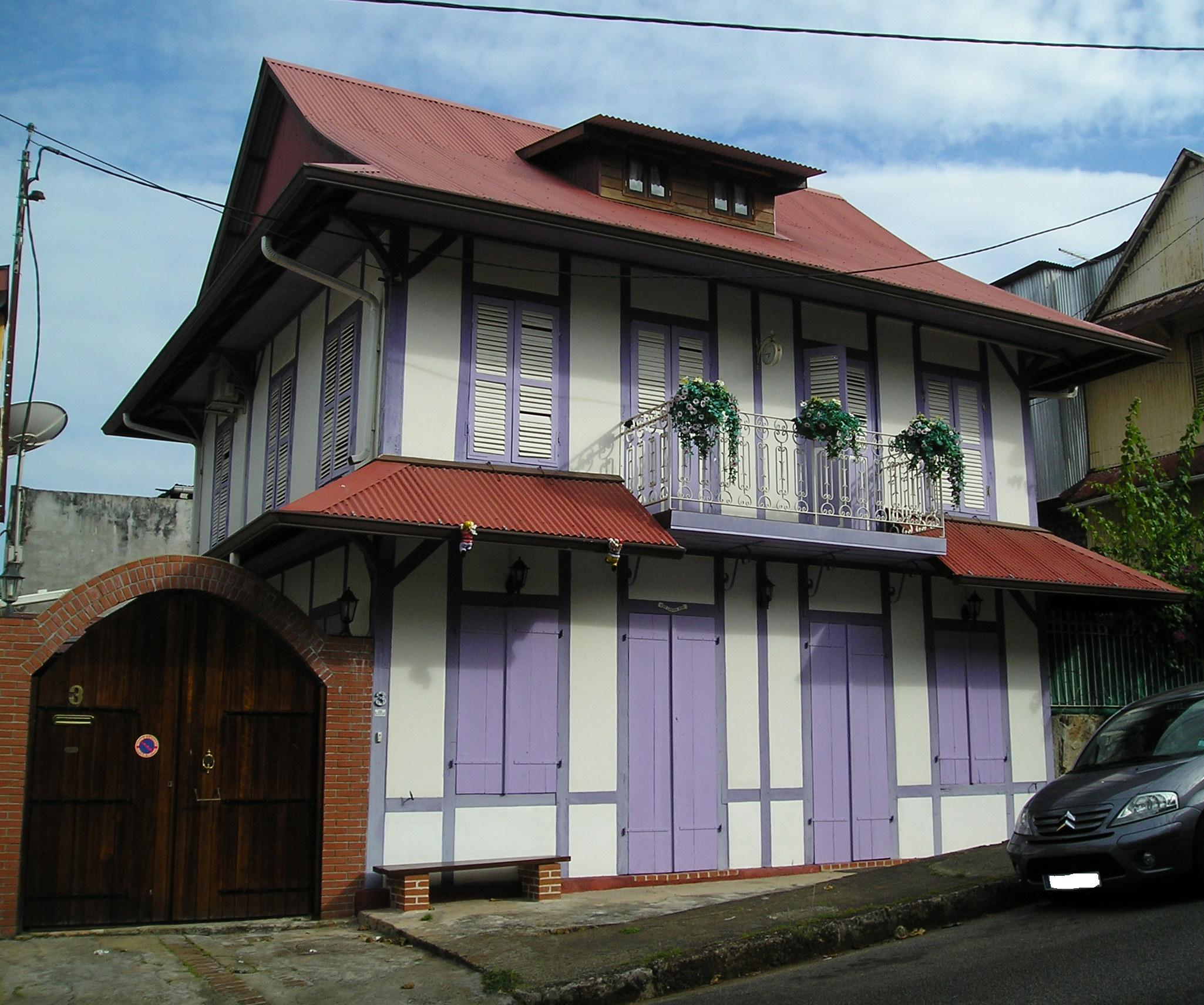
Maison créole réhabilitée pas loin du Cépérou.
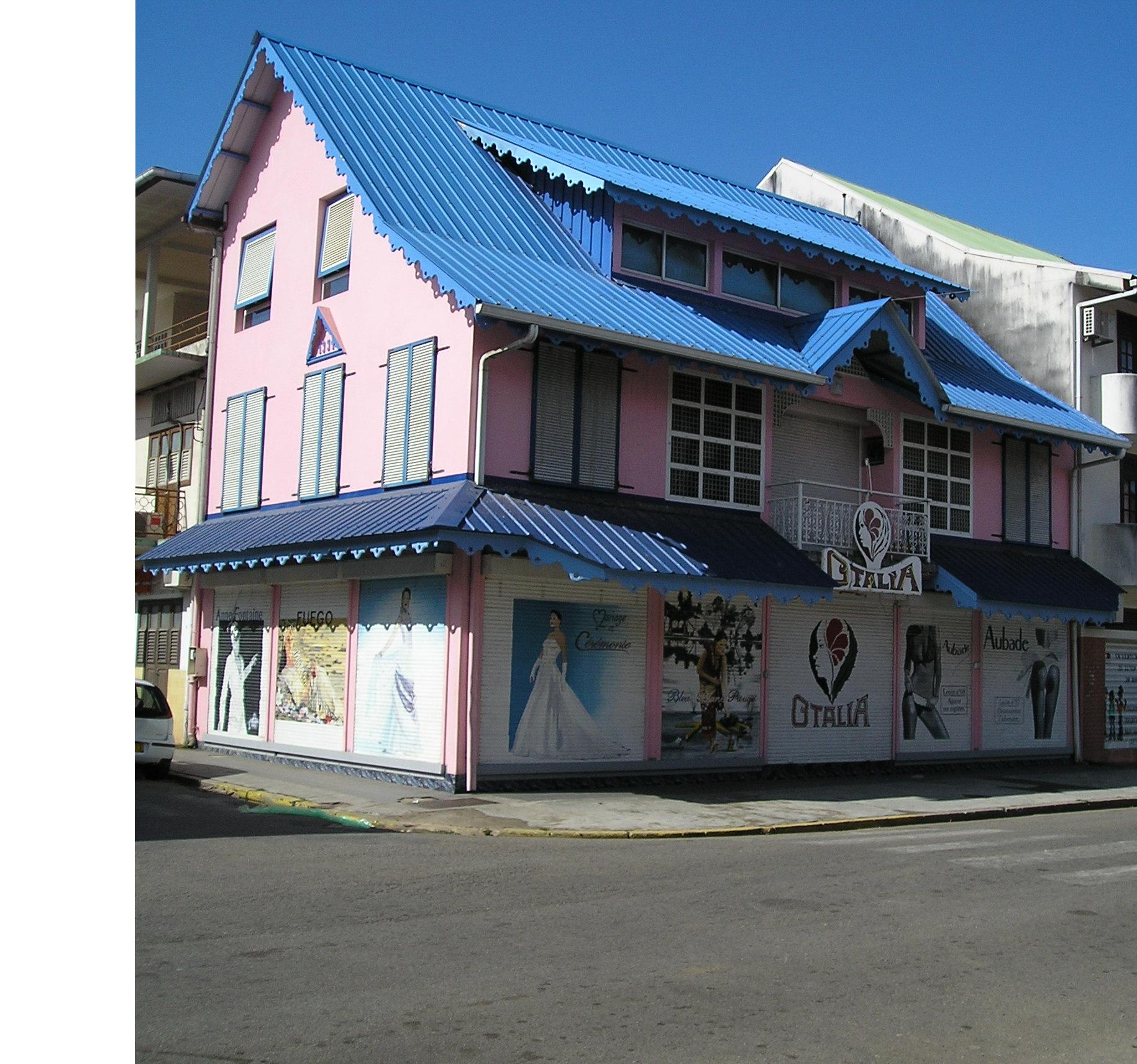
Maison créole réhabilitée en commerce.
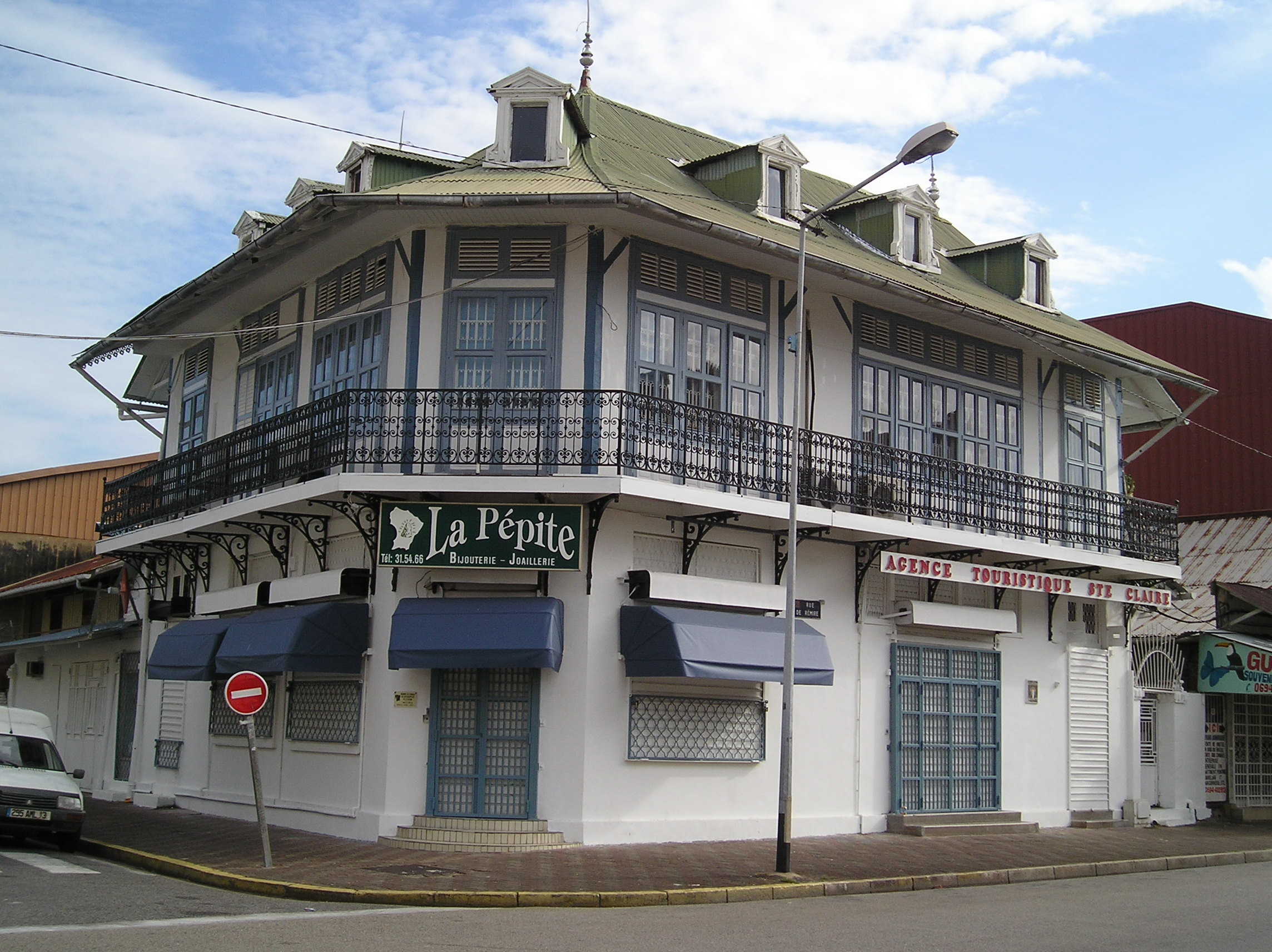
Maison créole réhabilitée en bijouterie.
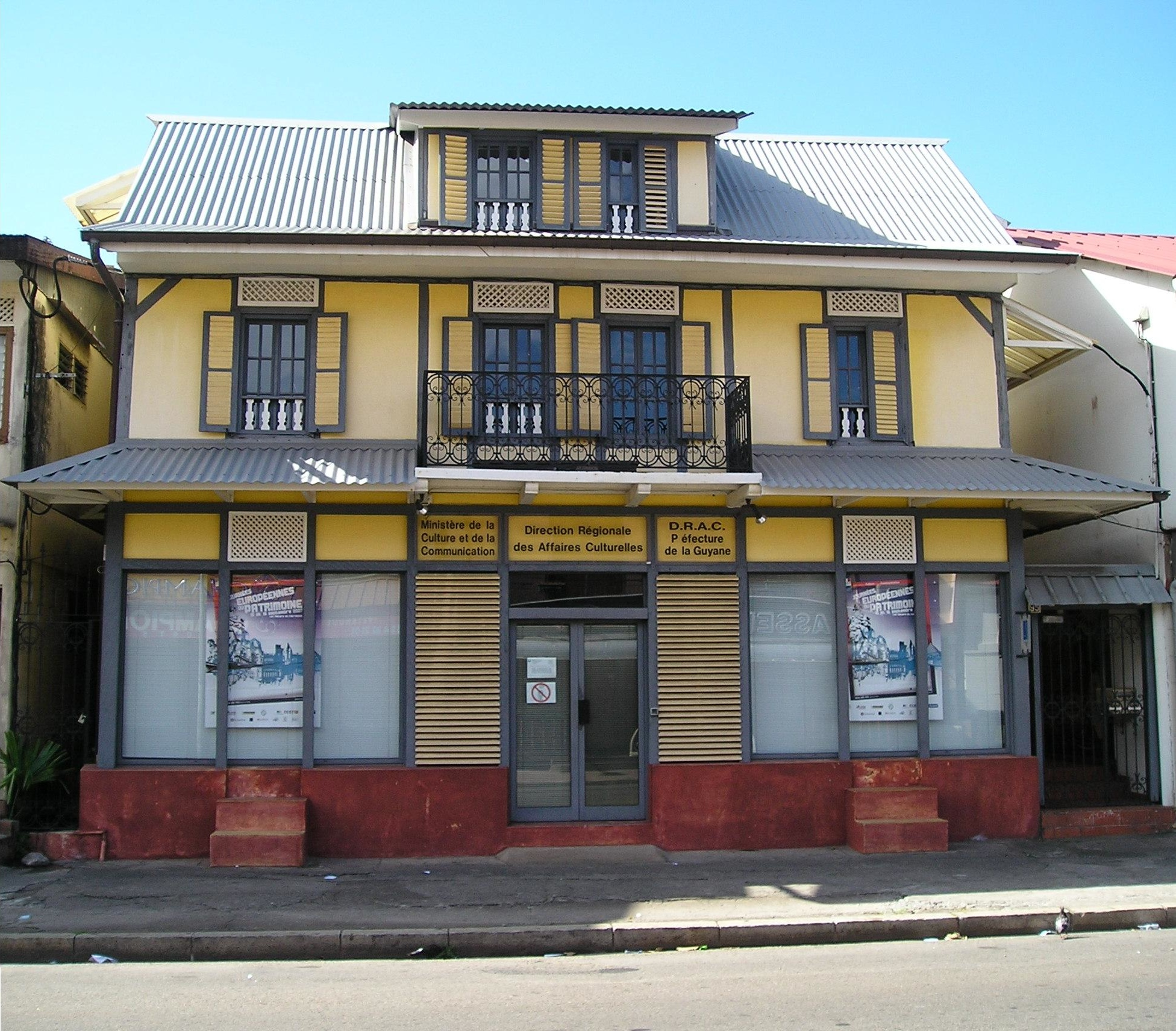
Direction régionale des Affaires culturelles (DRAC).
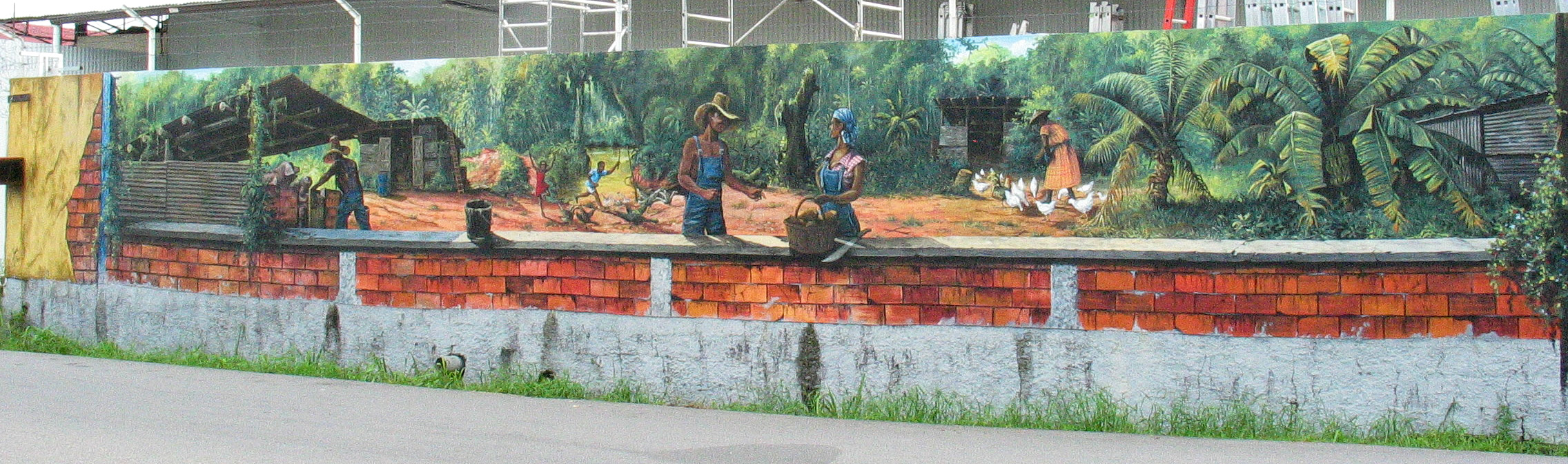
Une peinture murale en trompe-l'œil située au carrefour Suzini.
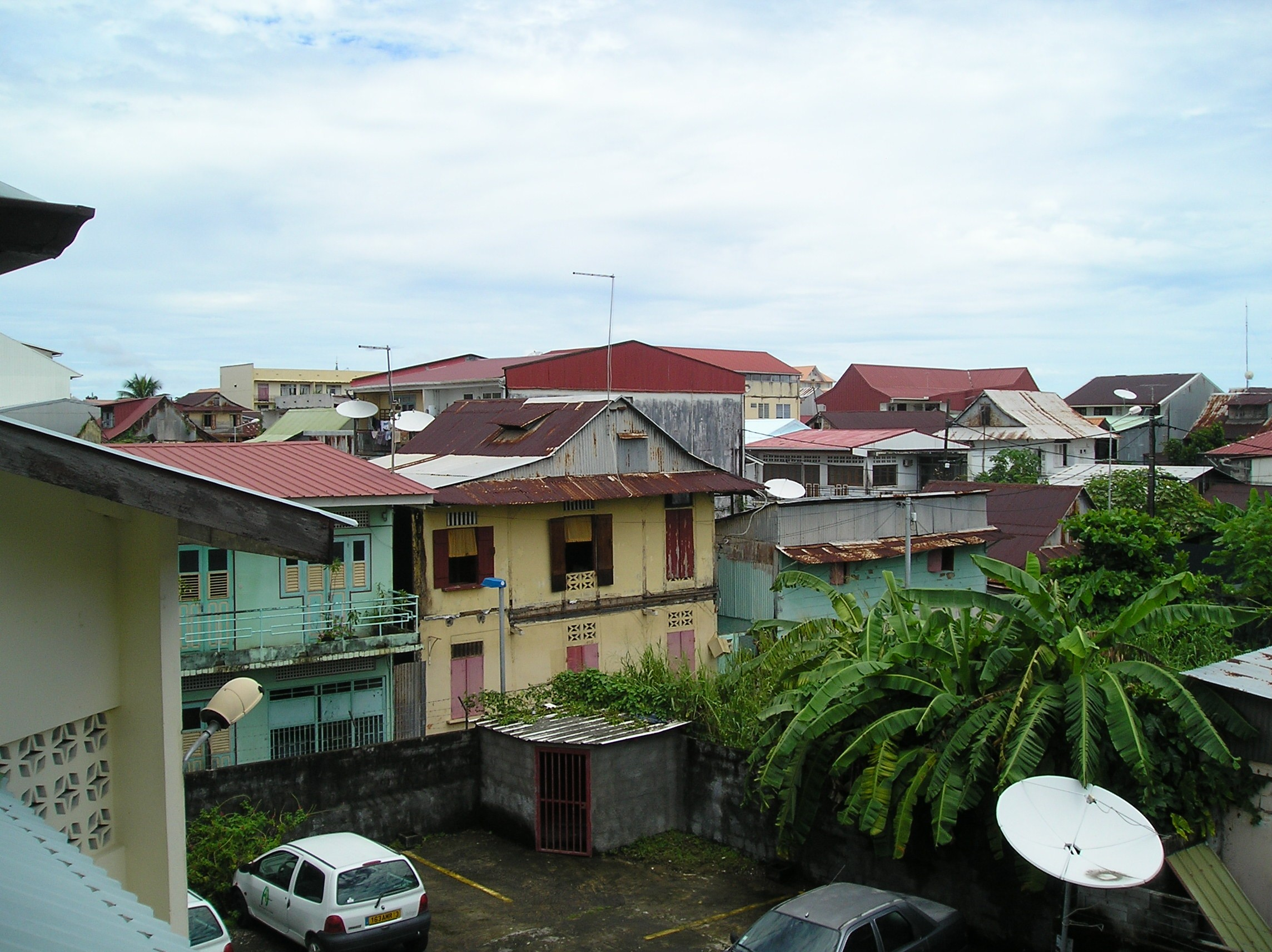
Centre-ville vu des toits.
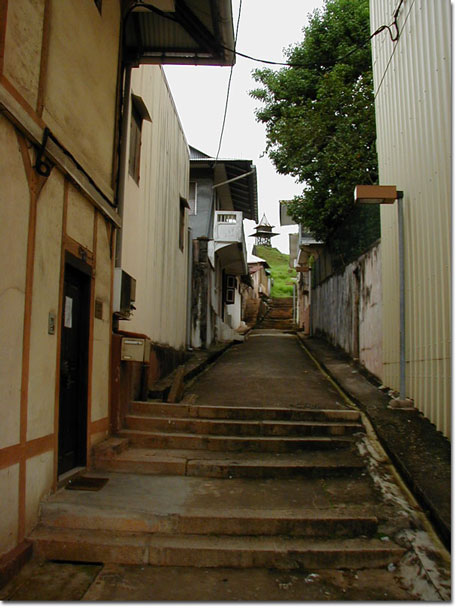
Rue piétonne non loin du fort Cépérou.
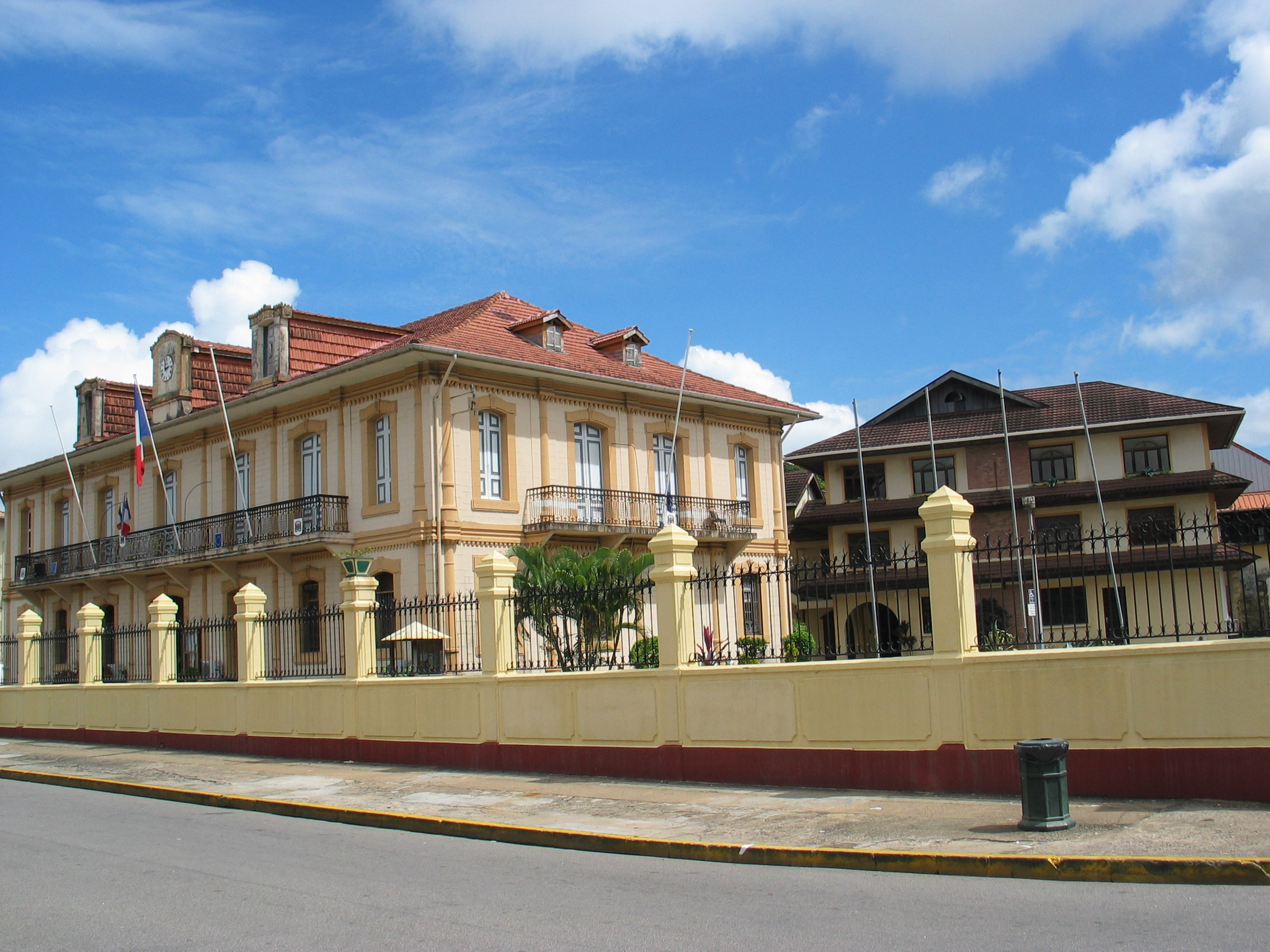
La Mairie.
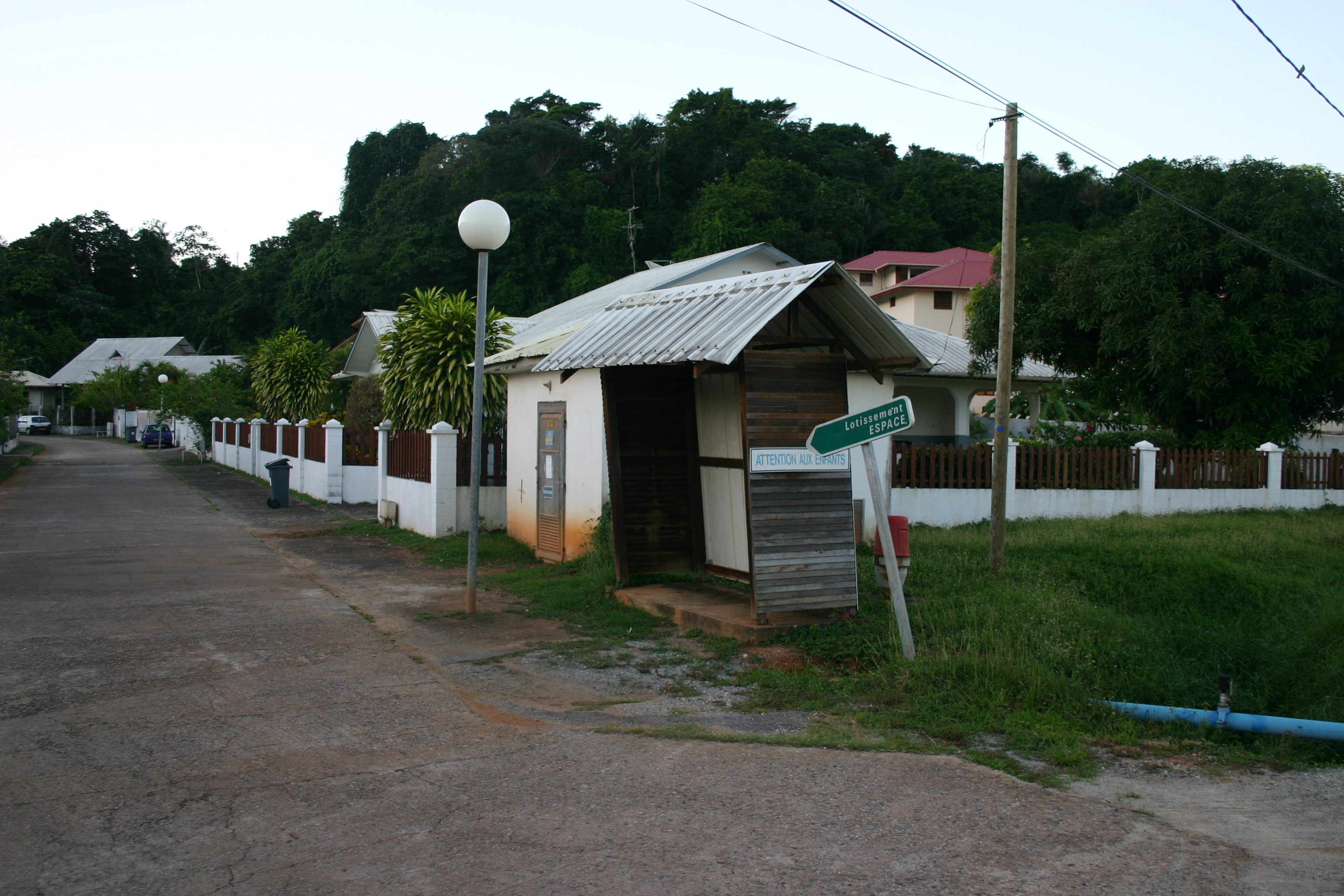
Cayenne : lotissement Espace.
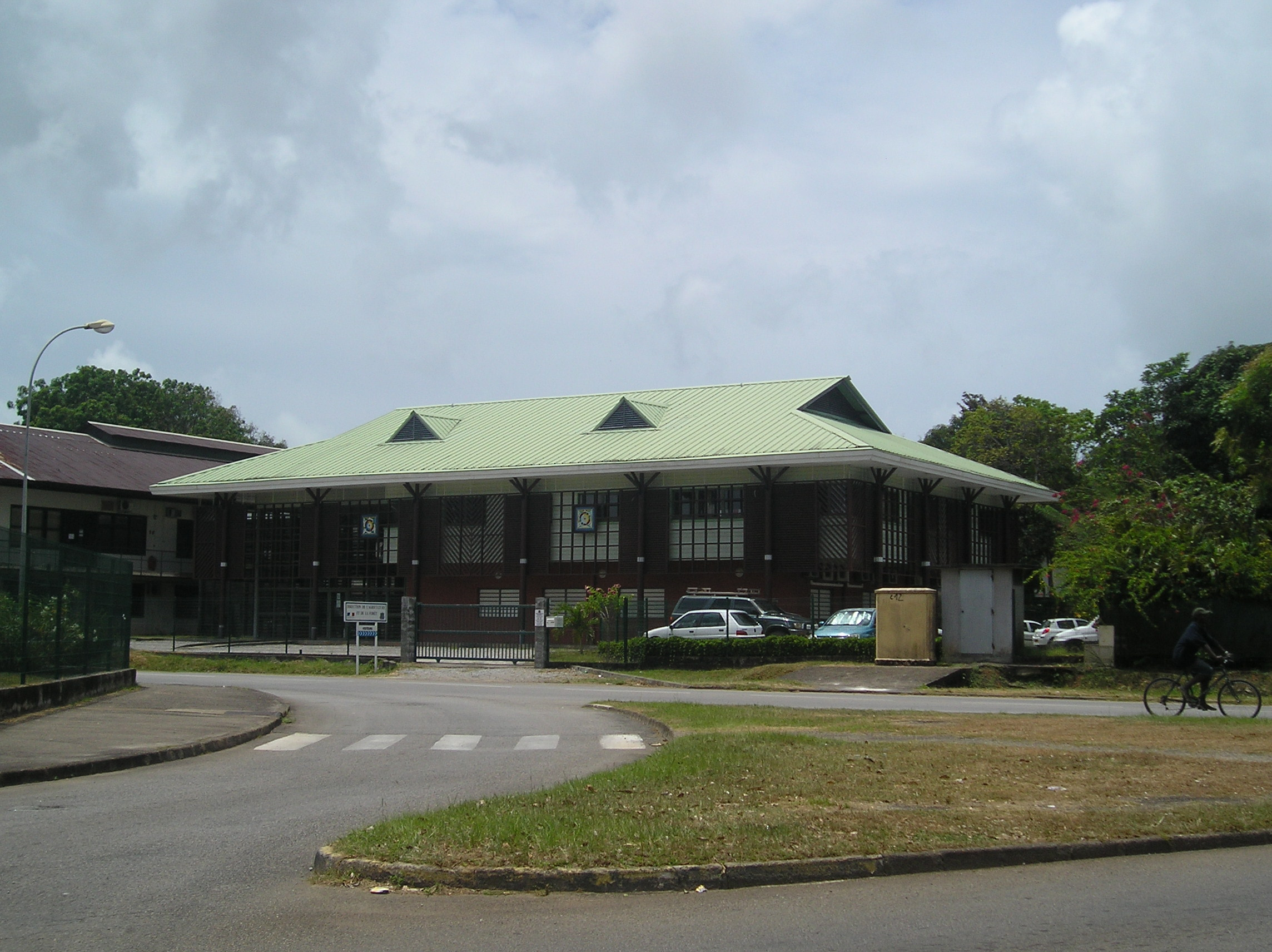
Direction départementale de l'Agriculture et de la Forêt.
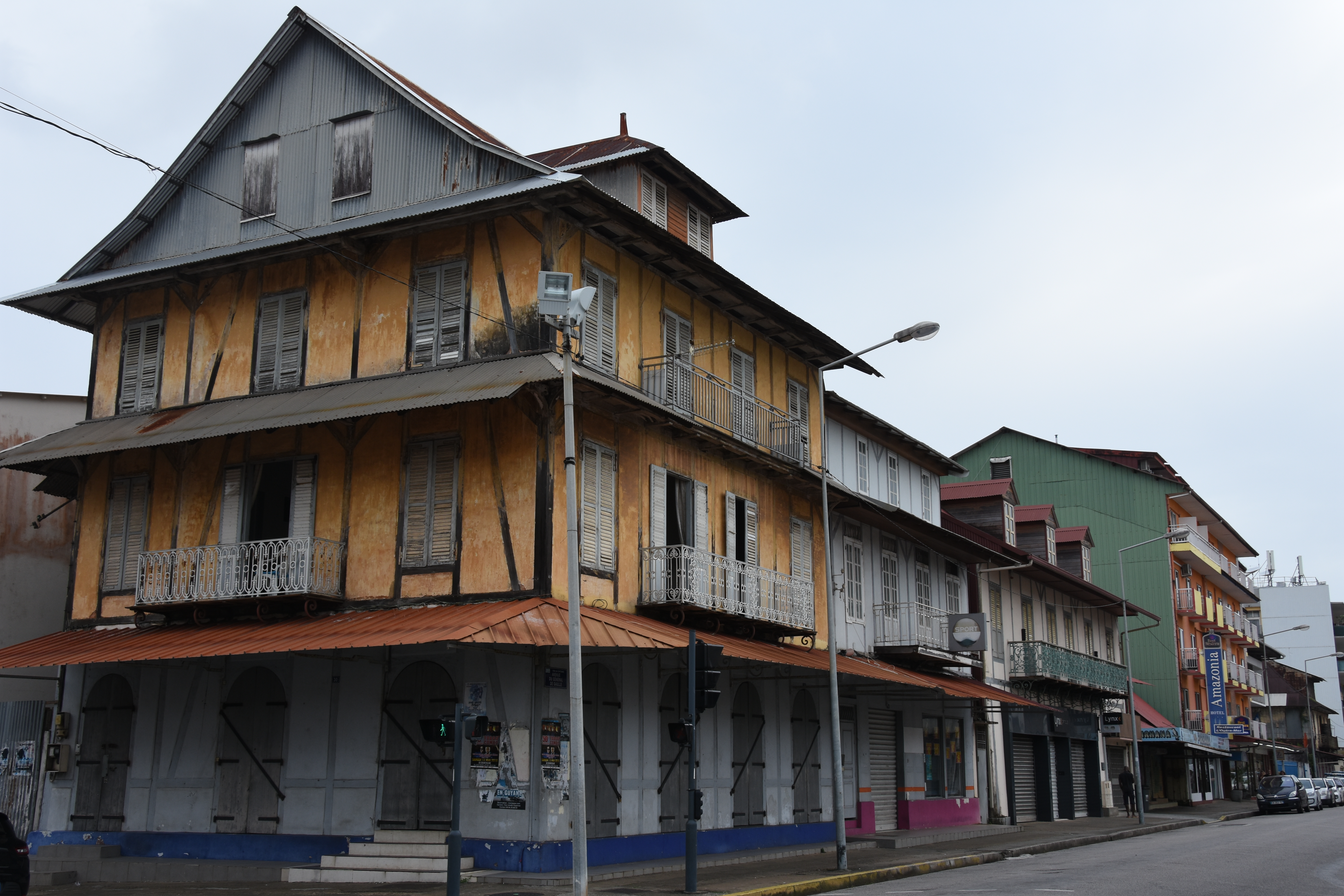
Club Saint-Hubert à Cayenne.

### Îles du Salut
Bien que les Îles du Salut se situent au large de Kourou, elles appartiennent au territoire de la ville de Cayenne. Elles furent baptisées ainsi par les survivants de l'expédition de Kourou de 1763 qui y trouvèrent refuge, le Salut.
Par la suite les Îles du Salut changent de réputation, pour devenir le « triangle maudit », le Second Empire y instaure le bagne en 1854. Alfred Dreyfus (1894) et Guillaume Seznec (1923) en furent les prisonniers les plus célèbres.

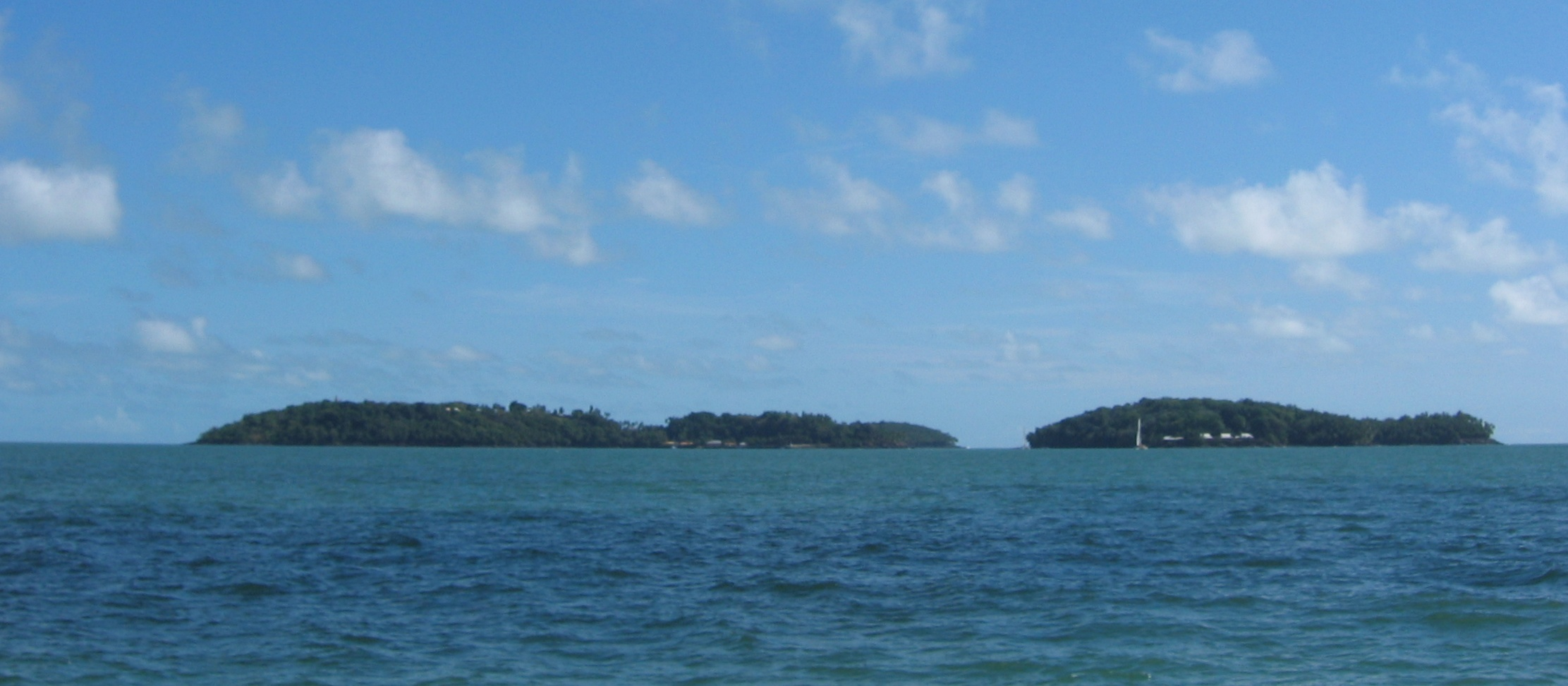
Îles du Salut.

### Personnalités liées à la commune
- Isabel Godin des Odonais (1728-1792) épouse de Jean Godin des Odonais (cartographe français) a vécu 3 ans à Cayenne après son périple à travers l'Amazonie.
- Pierre Argoud (1763-1804), général des armées de la République, né à Saint-Geoire-en-Valdaine, déporté en mars 1804 en Guyane, meurt le 25 octobre 1804 à Cayenne.
- Victor Hugues (1762-1826), révolutionnaire, gouverneur de la Guyane de 1799 à 1809, décédé à Cayenne.
- Brigitte Billaud-Varenne (XIXe siècle), esclave noire guadeloupéenne affranchie par Jacques-Nicolas Billaud-Varenne à Cayenne
- Henri Ursleur (1857-1917), homme politique né à Cayenne, député de la Guyanne.
- Félix Éboué (1884-1944), administrateur colonial, résistant et homme politique français.
- Gaston Monnerville (1897-1991), avocat et homme politique, il a été Président du Sénat, membre du Conseil constitutionnel
- Léon-Gontran Damas (1912-1978), poète.
- Henri Salvador, chanteur et humoriste français.
- Justin Catayée.
- Léopold Héder.
- Hector Riviérez (1913-2003), député de la Guyane.
- Bertène Juminer.
- Christiane Taubira, femme politique, député de la Guyane, ministre de la Justice et garde des Sceaux sous François Hollande.
- Antoine Karam, homme politique, président du conseil régional de la Guyane.
- Florent Malouda (né le 13 juin 1980), joueur de football professionnel.
- Éric Edwige joueur de football professionnel.
- Samuel Lubin, dit Edgar Nibul pharmacien et musicien.
- Jean-Claude Darcheville, footballeur professionnel (1995-2011).
- Malia Metella, nageuse championne d'Europe du 100 mètres nage libre en petit bassin (2) et en grand bassin (1) et championne d'Europe des relais 4x100 nage libre et 4x4 nages en grand bassin en 2004.
- Mehdy Metella, nageur multimédaillé en relais aux Jeux olympiques, championnats du monde et championnats d'Europe.
- Kevin Séraphin, basketteur professionnel ayant notamment joué en NBA au sein des Wizards de Washington, des Pacers de l'Indiana et des Knicks de New York.
- Jean Galmot.
- Louis Sankalé.
- Édouard Montoute.
- Édith Lefel.
- Élie Castor, député de la Guyane.
- Ismaÿl Urbain.
- Ulrich Robeiri, champion olympique par équipe en escrime.
- Jean-François Clouet (1757-1801), chimiste et métallurgiste, y mourut.
- Mike Maignan (né le 3 juillet 1995), joueur de football professionnel.
- Pierre Louis Alexandre (1843-1905), docker et modèle en Suède né esclave à Cayenne.

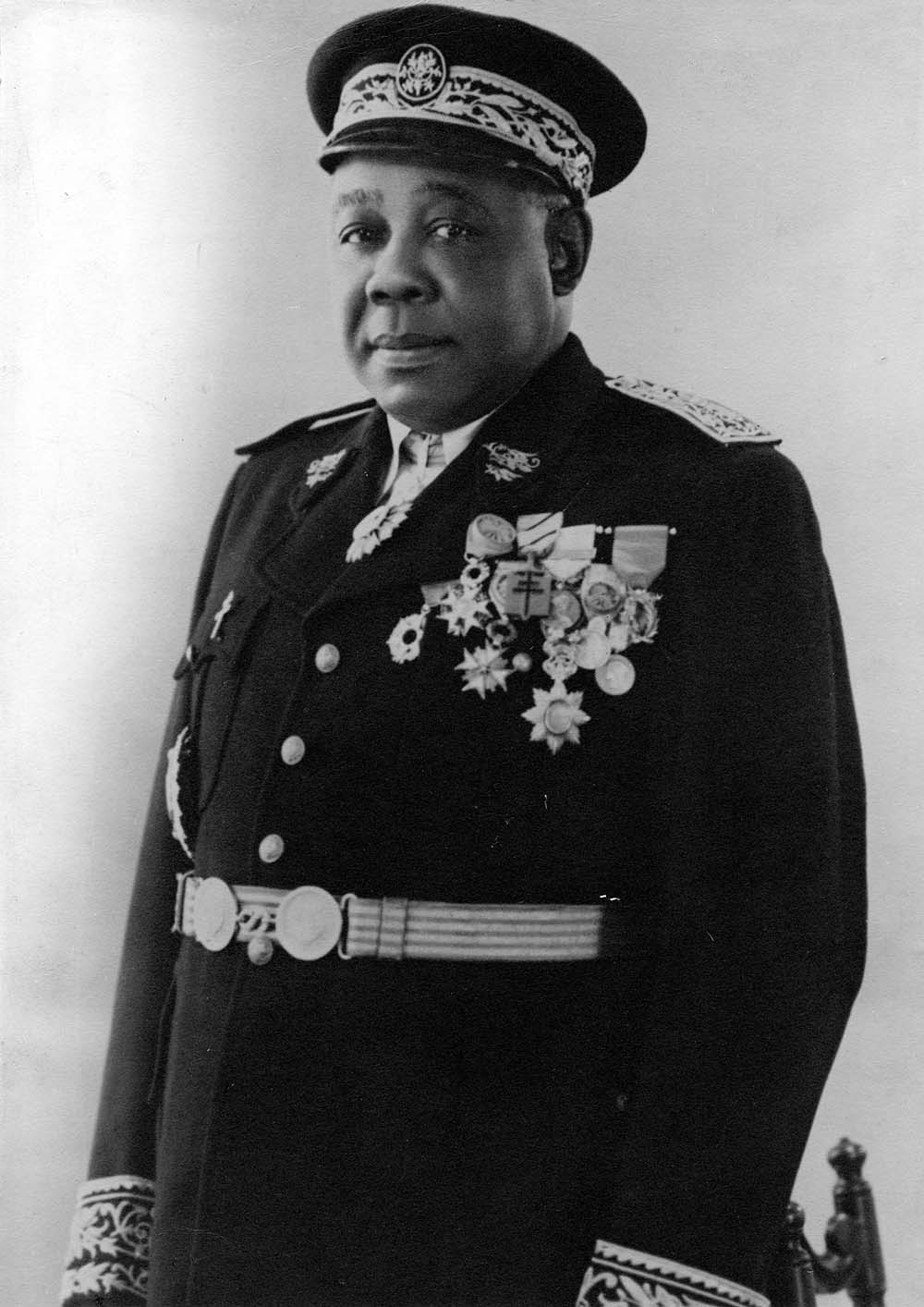
Félix Éboué.
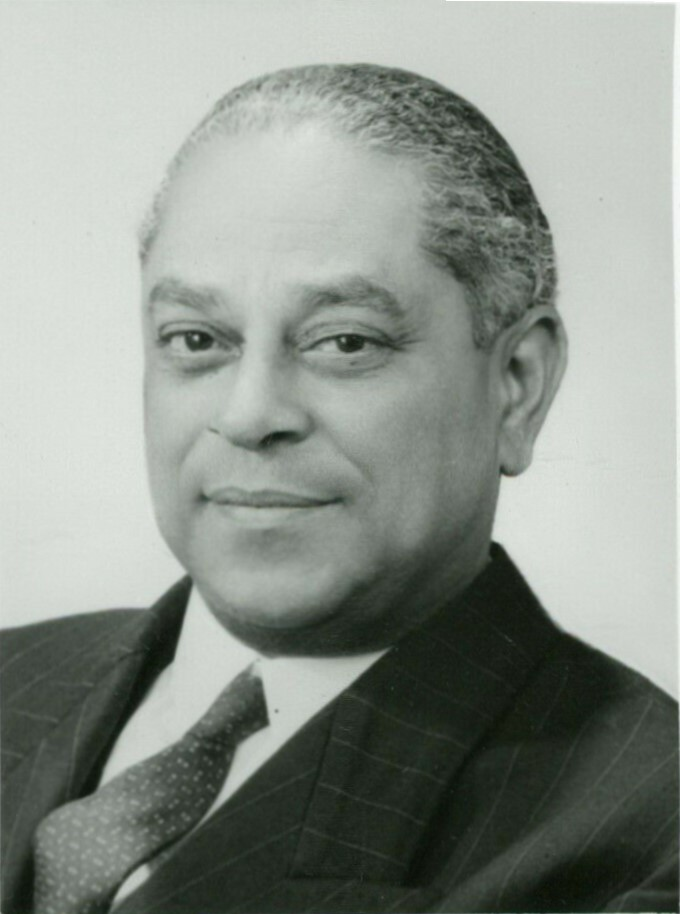
Gaston Monnerville.
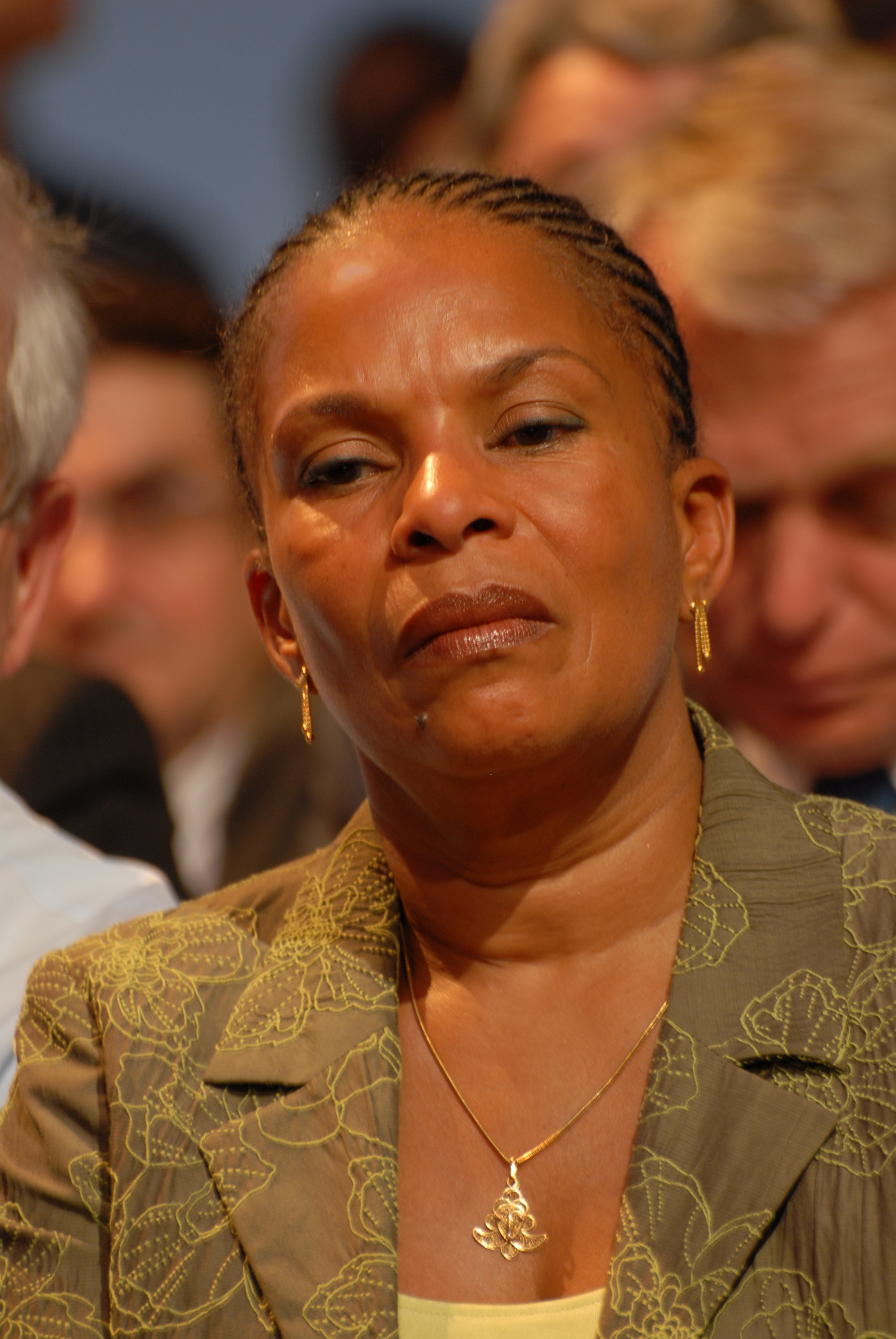
Christiane Taubira lors d'un meeting en 2007.
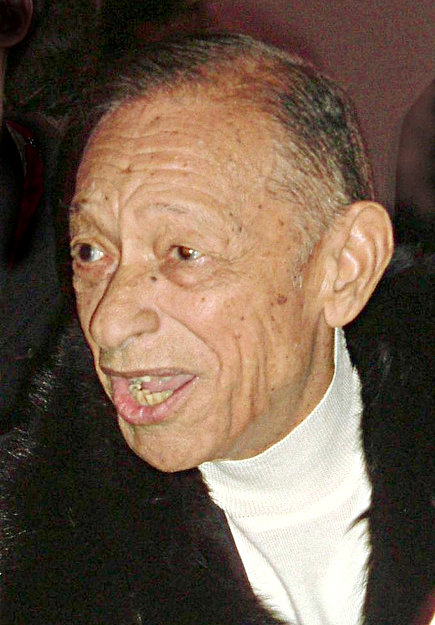
Henri Salvador, le 22 février 2006.
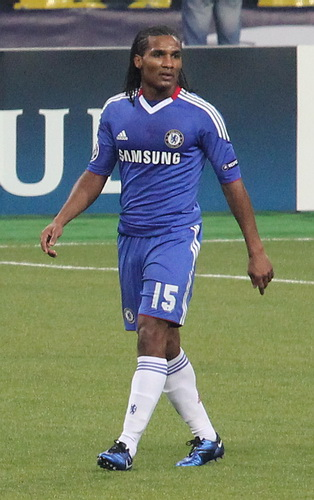
Florent Malouda lors d'un match du Chelsea Football Club.
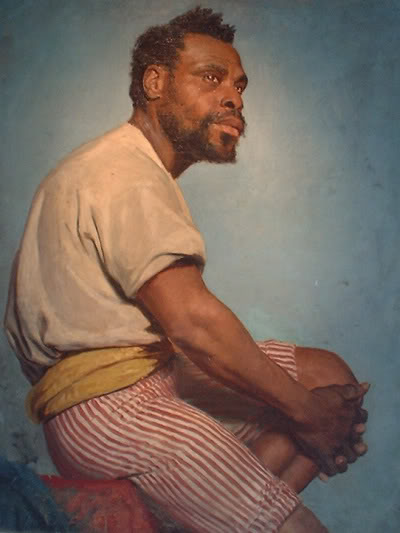
Portrait de Pierre Louis Alexandre par Karin Bergöö, National Gallery of Art, Washington D.C., 1879.

### Devise et héraldique

Blason de la ville de Cayenne.

Ce blason est composé par Émile Merwartt gouverneur de la Guyane. Le 25 décembre 1901 lors de la première séance du Comité de patronage du musée de Cayenne, Paul Merwart, frère du gouverneur et peintre de la Marine et des Colonies, présente un tableau sur lequel il avait peint le blason de la ville.
Les figures et les meubles héraldique présents sur cet écusson sont :
- 1643 : l'année de fondation de la ville par Charles Poncet de Brétigny, lieutenant-général du roi Louis XIII, au pied de la colline du Cépérou. Il faut noter également les fleurs de Lys, symbole de la royauté ;
- le rouge représente la couleur de la terre ;
- le canot amérindien représente la navigation sur les rivières Mahury et l'océan Atlantique. Il est chargé d'or, principale richesse de la Guyane à l'époque ;
- le vert de la forêt, où reposent les nénuphars ;
- la couronne : c'est un rappel des fortifications qui entouraient la ville, et les palmiers de la place des Palmistes ;
- les deux tamanoirs : mammifère se nourrissant de fourmis et termites. Il y avait beaucoup de tamanoirs en Guyane à cette période. Ils sont capables de se défendre face à des prédateurs, tels que les jaguars, à l'aide de leurs griffes ;
- Fert Aurum Industria : Le Travail Procure la Richesse, devise proposée par le gouverneur Émile Merwart.